# Harz (Mittelgebirge)
Der Harz, bis ins Mittelalter Hart (‚Bergwald‘) genannt, ist ein Mittelgebirge in Deutschland und das höchste Gebirge Norddeutschlands. Er liegt am Schnittpunkt von Niedersachsen, Sachsen-Anhalt und Thüringen. Anteil am Harz haben im Westen die Landkreise Goslar und Göttingen, im Norden und Osten die Landkreise Harz und Mansfeld-Südharz und im Süden der Landkreis Nordhausen. Der Brocken ist mit 1141,2 m ü. NHN der höchste Berg; sein Gipfel liegt in Sachsen-Anhalt.
Im Harz, der von artenreicher Flora und Fauna geprägt ist, gibt es ausgedehnte Wälder, teils landwirtschaftlich genutzte Hochflächen, tief eingeschnittene Täler mit wilden Flussläufen und Wasserfällen sowie Stauteiche und Stauseen. Vielerorts gibt es Zeugnisse einer langen Siedlungsgeschichte. Zudem sind Wintersportgebiete vorhanden und der Harz ist Wandergebiet.
Der Harz enthält den Nationalpark Harz, vier Naturparks (Harz (Niedersachsen), Harz/Sachsen-Anhalt, Naturpark Harz Sachsen-Anhalt/Mansfelder Land und Südharz) und das Biosphärenreservat Karstlandschaft Südharz. Das Mittelgebirge liegt im Südteil des Geoparks Harz – Braunschweiger Land – Ostfalen.
Im Harz und in seiner unmittelbaren Umgebung befinden sich mit Goslar, Quedlinburg, der Lutherstadt Eisleben und dem Rammelsberg sowie dem Oberharzer Wasserregal zahlreiche UNESCO-Weltkulturerbestätten.

## Geographie

### Ausdehnung und Lage

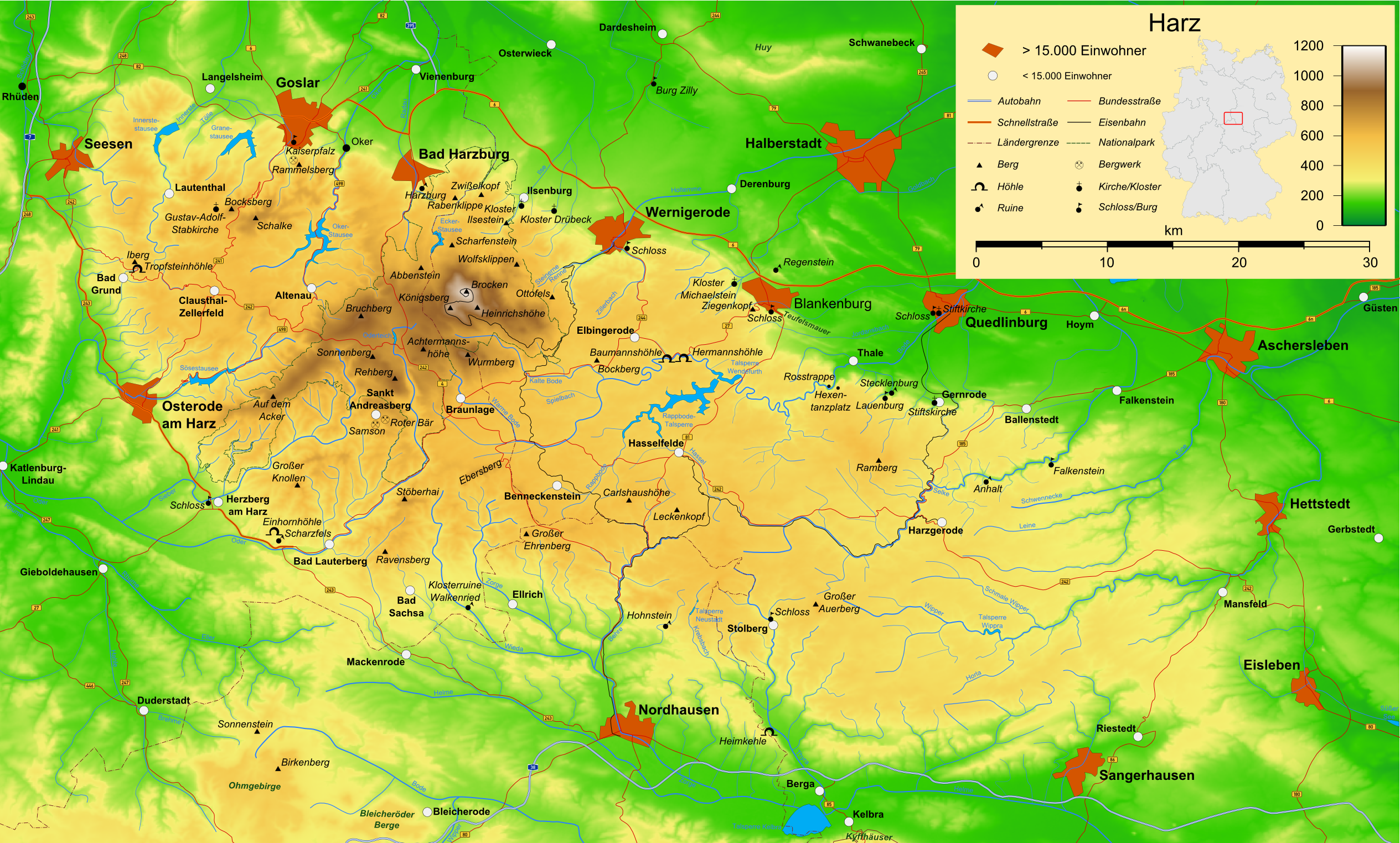
Topographie des Harzes

Das Gebirge ist 110 Kilometer lang und 30 bis 40 Kilometer breit, bedeckt eine Fläche von 2.226 km² und reicht von Seesen (im Westen) bis zur Lutherstadt Eisleben (im Osten). Der größte Anteil des Harzes liegt in Sachsen-Anhalt (Landkreise Harz und Mansfeld-Südharz), der Westteil in Niedersachsen (Landkreise Goslar und Göttingen); nur ein kleiner Teil im Süden liegt in Thüringen (Landkreis Nordhausen).
Der Harz ist eine eigenständige naturräumliche Großregion 3. Ordnung und Haupteinheitengruppe; er trägt im Handbuch der naturräumlichen Gliederung Deutschlands die Kennziffer 38, beim Bundesamt für Naturschutz unter Übernahme derselben Grenzen die Kennziffer D37.

### Gliederungen
Den deutlich herausmodellierten Höhenschwerpunkt des Mittelgebirges bildet der Hochharz um den Brocken (1141,2 m), der alle Gipfel über 800 Metern Höhe enthält, darunter insbesondere den Wurmberg (971,2 m) bei Braunlage, den Höhenzug der ineinanderübergehenden Erhebungen Auf dem Acker (865,1 m) und Bruchberg (ca. 927 m) und die Achtermannshöhe (924,7 m).
Eine bereits relativ alte Bezeichnung ist die des Oberharzes, die historisch eigentlich das Gebiet der sieben Bergstädte mit Clausthal-Zellerfeld als Zentrum meinte, wobei das Ober- eine Abgrenzung von Orten an Randlagen darstellte. Im engeren physisch-geographischen Sinne indes bezeichnet er den geologisch scharf umgrenzten, über Söse, Innerste nebst Grane und obere Oker nebst Abzucht entwässerten Nordwestteil des Harzes. Damit läge die Bergstadt St. Andreasberg als einzige außerhalb des physischen Oberharzes.
Als Gegensatz zur Bezeichnung Oberharz etablierte sich die Bezeichnung Unterharz für den östlich des Hochharzes gelegenen, hauptsächlich zur Bode, im Süden auch zu linken Zuflüssen der Helme entwässernden Teil des Harzes.
In den Arbeiten des Instituts für Landeskunde im Rahmen des Handbuchs der naturräumlichen Gliederung Deutschlands wurde in den 1950er Jahren schließlich die Einheit Mittelharz eingeführt, die neben dem Hochharz seine nördliche, östliche und südliche Abdachung zur Oker (ohne Quellläufe) mit Radau, Ecker und Ilse; oberer Holtemme nebst Zillierbach; Kalter und Warmer Bode; oberer Oder und Sieber beinhaltete. Überdies wurde der zur Wipper entwässerte Ostteil unter dem Namen Östliche Harzabdachung vom Südharz abgetrennt. Diese Gliederung in vier bzw. fünf sogenannte Haupteinheiten (Oberharz, Hochharz, Mittelharz, Unterharz, Östliche Harzabdachung) wird auch heute noch vom Bundesamt für Naturschutz zu Grunde gelegt. Sie ist indes in ihren Grenzen deutlich unschärfer als zum Beispiel die des Thüringisch-Fränkischen Mittelgebirges, innerhalb der jede Haupteinheit gleichzeitig eine in sich geschlossene geologische und orographische Einheit darstellt. Insbesondere in den zentralen Hochflächen sind die Übergänge zwischen den drei östlicheren Einheiten des Harzes fließend; lediglich Ober- und Hochharz sind physisch überall deutlich von den Nachbareinheiten abgegrenzt.

#### Naturräumliche Feingliederung

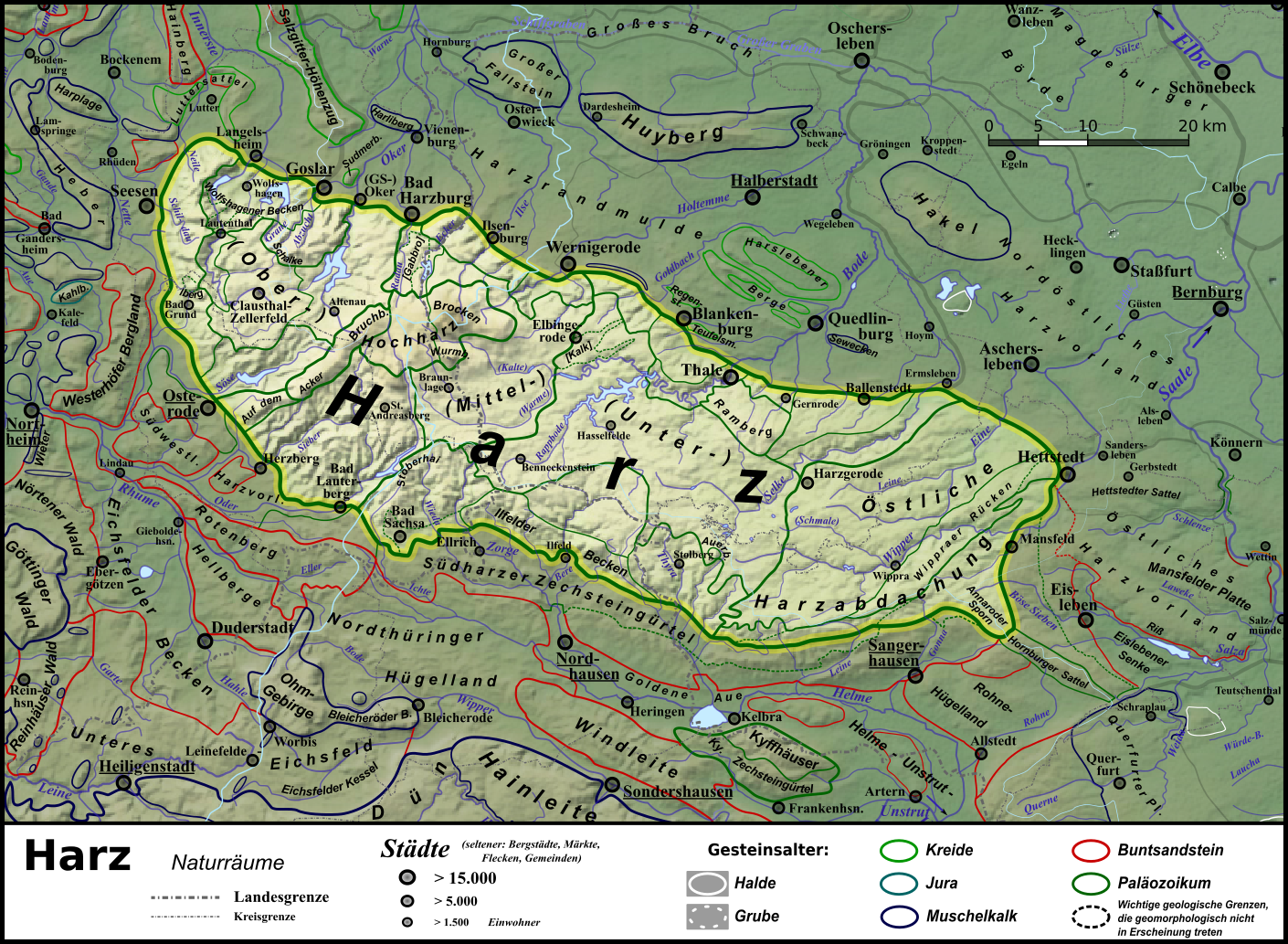
Unternaturräume des Harzes

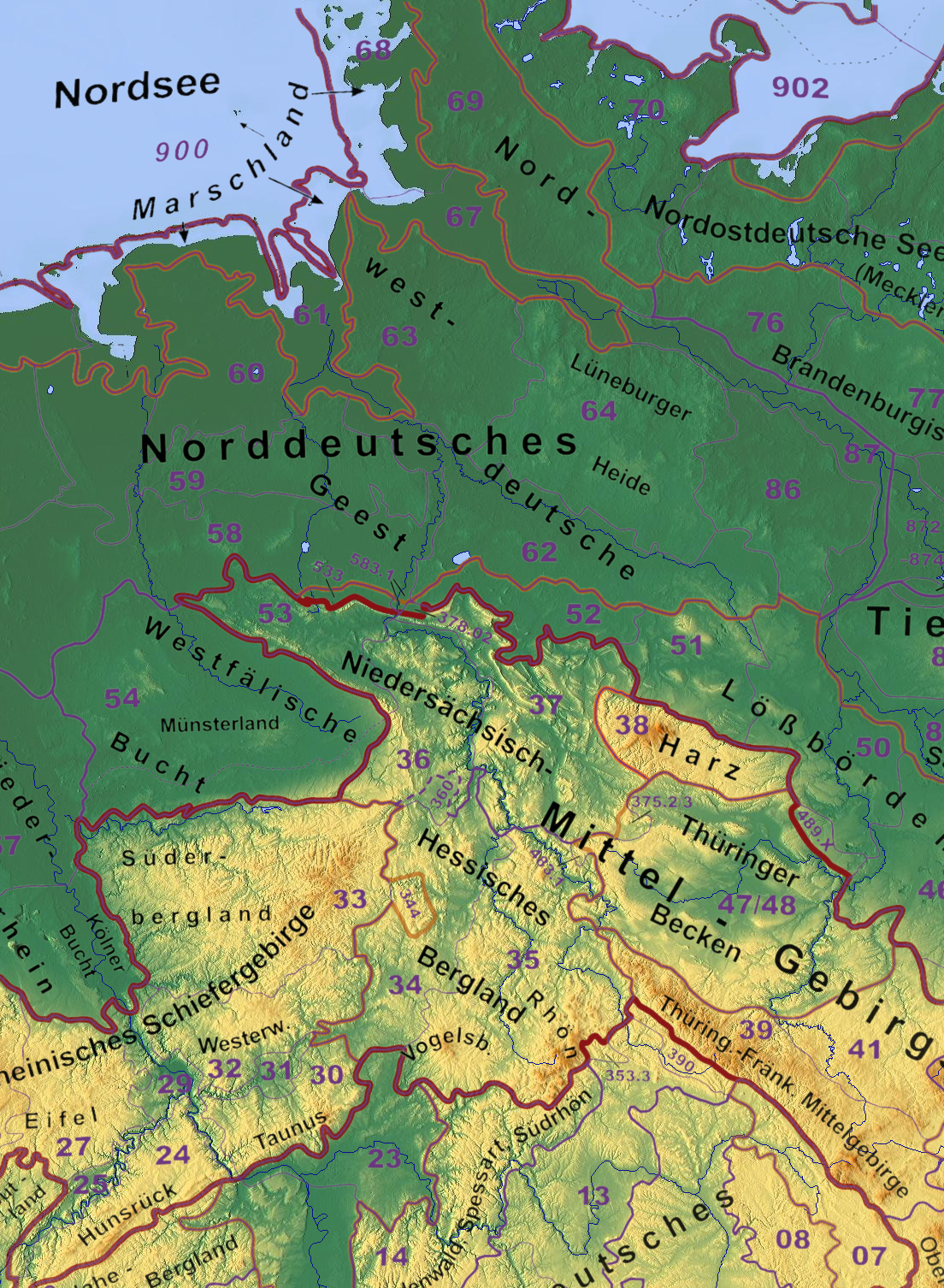
Im Verbund der naturräumlichen Großregionen Deutschlands mit dem Harz als Nummer 38 im Nordosten der Mittelgebirgsschwelle

In den Jahren 1963 (äußerster Westen) und vor allem 1970 wurde der Harz, vom äußersten Ostrand abgesehen, im Maßstab 1:200.000 in Einzelnaturräume gegliedert. Da die Nummernverteilung der beiden Einzelbearbeiter voneinander abweicht, sind die unten angegebenen Naturraumnummern nur als Hilfe beim Lesen der jeweiligen Quelle (verlinkte Karten) zu verstehen.
Hauptquellen der naturräumlichen Grenzziehung sind:
- Jürgen Spönemann in der 5. Lieferung (1957) des Handbuchs der naturräumlichen Gliederung Deutschlands[2]
- Feingliederungen 1:200.000 dazu:
  - Jürgen Spönemann: Die naturräumlichen Einheiten auf Blatt 99 Göttingen. (1963)[5]
  - Jürgen Hövermann: Die naturräumlichen Einheiten auf Blatt 100 Halberstadt. (1970)[6]

Dabei wurde aufgrund der z. T. einander konträren Quellenlage wie folgt eingeteilt:
- Einteilungen in die Haupteinheiten (dort: Oberharz, Mittelharz, Östliche Harzabdachung) in der Hauptsache nach Handbuch, da diese Einteilung auch nach wie vor vom Bundesamt für Naturschutz verwendet wird.
- Die zusätzliche Haupteinheit Hochharz jedoch nach Blatt 100
- Feinere Einheiten in der Hauptsache nach Blatt 100, im äußersten Westen auch nach Blatt 99
- Zusammenfassung ansonsten auch aufgrund geologischer Einheiten[7]

Es ergibt sich insgesamt folgende Einteilung (Haupteinheiten von Westen nach Osten, innerhalb derselben je von Nord nach Süd bzw. im Uhrzeigersinn geordnet):
- Oberharz (Nordwestteil des Harzes, zu Söse, Innerste nebst Grane und dem Oker-Oberlauf nebst Abzucht entwässernd)
  - Westrand des Oberharzes
    - Westlicher Harzrand (Bezeichnung auf Blatt 99; dort: 380.0; beinhaltet auch den geologischen Iberg-Kalkstein)
    - Sösemulde (angelehnt an die geologische Sösemulde; überdies Bezeichnung auf Blatt 99; dort: 381.0, und Blatt 100, dort 380.32)[8]

  - (Geologischer) Oberharzer Devonsattel (Blatt 100: Goslarer Bergland; 380.2; an der Schalke 762 m hoch)
    - Wolfshagener Becken (Bezeichnung auf Blatt 100, dort: 380.20)
    - Gose-Bergland (Bezeichnung auf Blatt 100; dort: 380.21)

  - Innerer Oberharz
    - Innerstetal (Bezeichnung auf Blatt 99; dort: 380.1)
    - Altenauer Bergland (Bezeichnung auf Blatt 100; dort: 380.30/31)[9][8]
    - Clausthaler Hochfläche (Bezeichnung auf den Blättern 99 wie 100; jeweils: 380.4)
- Hochharz (Höhenschwerpunkt mit insbesondere allen Erhebungen über 800 m)
  - Acker-Bruchberg-Zug (Bezeichnung auf Blatt 100: 381.2 Acker-Bruchberg-Rücken; mit Bruchberg und Auf dem Acker; bis 927 m)
  - (Geologisches) Brocken-Massiv
    - Torfhäuser Hügelland (Bezeichnung auf Blatt 100; dort: 381.1; mit Achtermannshöhe und Sonnenberg, bis 925 m)
    - Östliches Brocken-Massiv (mit Brocken und Wurmberg; Bezeichnung auf Blatt 100: 381.0 Brocken; bis 1141,2 m)
- Mittelharz (in der Hauptsache Einzugsgebiete von Oker ohne Quellläufe mit Radau, Ecker und Ilse; oberer Holtemme nebst Zillierbach; Kalter und Warmer Bode; oberer Oder und Sieber)
  - Ilsenburg-Wernigeroder Harzrand (Bezeichnung auf Blatt 100; dort: 380.7)
    - Ilsenburger Harzrand (Bezeichnung auf Blatt 100; dort: 380.70)
    - Wernigeroder Harzrand (Bezeichnung auf Blatt 100; dort: 380.71)

  - Nördlicher Mittelharz
    - Radautal (Bezeichnung auf Blatt 100; dort: 380.5; besteht in der Hauptsache aus dem Gebiet des Harzburger Gabbro und Eckergneis)
    - Nördliches und Östliches Brockenvorland (Bezeichnung auf Blatt 100; dort: 380.6)

  - Südlicher Mittelharz (Bezeichnung auf Blatt 100: 380.8, Südlicher Oberharz; bestehend aus Sieberbergland (380.82) und Oderbergland (380.81))[10]
  - Acker-Südwestabdachung (Bezeichnung auf Blatt 100: 380.9 Südlicher Acker-Rücken; auf Blatt 99 Teil der Einheit 381.1, Auf dem Acker)
- Unterharz (in der Hauptsache Einzugsgebiet der Bode ohne Quellläufe inklusive Selke sowie der linksseitigen oberen Helme-Zuflüsse mit Ichte, Wieda, Zorge, Bere und Thyra)
  - Unterharz-Nordrand (Bezeichnung auf Blatt 100 für die Landschaft abzüglich des Bodetals und des Ballenstedter Vorlandes; dort: 382.6)
    - Benzingeroder Harzrand (Bezeichnung für den Westteil auf Blatt 100; dort: 382.60)
    - Wienroder Bucht (Bezeichnung für den Teil südlich Blankenburgs auf Blatt 100; dort: 382.61)
    - Bodetal (Bezeichnung auf Blatt 100; dort: 382.4)
    - Ramberg-Nordabdachung (Bezeichnung auf Blatt 100: Thaler Harzrand, 382.62)[11]
    - Ballenstedter Abdachung (Bezeichnung auf Blatt 100; dort: 383.0)
    - Selketal (Bezeichnung auf Blatt 100; dort: 383.1)

  - Ramberg-Massiv (geologische Einheit, auch Ramberg-Pluton; mit dem Ramberg; auf Blatt 100 Einheit 382.5; bis 587 m)
  - Unterharz-Hochfläche (Bezeichnung auf Blatt 100: Benneckensteiner Hochfläche 382.0, Hasselfelder Hochfläche 382.2 [beinhaltet die geologische Einheit des Elbingeroder Massenkalks im äußersten Nordwesten], Güntersberger Hochfläche 382.3)
  - Südharz (entspricht in etwa der Einheit Unterharz-Südrand, 382.7, auf Blatt 100)[12]
    - Wiedabergland (Bezeichnung auf Blatt 100; dort: 380.80; westlich an das Ilfelder Becken anschließend und westlicher Teil der geologischen Südharz-Decke; am Stöberhai bis 720 m)
    - Ilfelder Becken (geologische Bezeichnung; Zentralteil des Südharzes im Rotliegend; 382.71 Ilfelder Bergland auf Blatt 100; am Großen Ehrenberg im Nordwesten 635 m)
    - Beremulde (Bezeichnung auf Blatt 100; dort 382.1; Nordteil der geologischen Südharz-Decke)
    - Thyrabergland (Bezeichnung auf Blatt 100; dort: 382.70; östlich und geomorphologisch sich, abgesehen von deutlich geringeren Höhenlagen, ans Ilfelder Becken anschließend, jedoch geologisch eher den nördlich angrenzenden Hochflächen ähnlich.)
- Östliche Harzabdachung (hauptsächlich zur Wipper nebst Eine entwässernd)
  - Ostharz
    - Östliche Harz-Hochfläche (auf Blatt 100: 383.2/3 Leine-/Wipperabdachung)
    - Wippraer Rücken (Bezeichnung auf Blatt 100: Wipprarer Rücken; dort: 383.4; entspricht der geologischen Wippraer Zone)

  - Südöstlicher Harzrand (enthält die Grillenberger Abdachung, 383.5 auf Blatt 100, sowie insbesondere den Annaroder Sporn, der zum Hornburger Sattel überleitet)

### Berge und Erhebungen
Der Brocken (1141,2 m) ist der höchste Berg des gesamten Mittelgebirges Harz und von Sachsen-Anhalt, der Wurmberg (971,2 m) ist der höchste im niedersächsischen Harzteil und zugleich im gesamten Niedersachsen und der Große Ehrenberg (635,5 m) ist der höchste im thüringischen Harzteil.

### Nationalpark, Naturparks und Biosphärenreservat
Im Harz gibt es einen Nationalpark, ein Biosphärenreservat und vier rechtlich eigenständige Naturparks. Innerhalb der Parks befinden sich zahlreiche Natur- und Landschaftsschutzgebiete. Die Parks liegen im Geopark Harz – Braunschweiger Land – Ostfalen.
Der Nationalpark Harz, der 2006 gegründet wurde und 247,32 km² (24.732 ha) groß ist, liegt in Niedersachsen (Landkreise Goslar und Göttingen) und Sachsen-Anhalt (Landkreis Harz). Er wurde als erster länderübergreifender Nationalpark Deutschlands aus den bis dahin bestehenden Nationalparks Harz (ca. 158 km² in Niedersachsen) und Hochharz (ca. 89 km² in Sachsen-Anhalt) gebildet.
Der Naturpark Harz (Niedersachsen) (NSG-Nr. 319376), der 1960 gegründet wurde und etwa 790 km² (79.000 ha) groß ist, erstreckt sich in den niedersächsischen Landkreisen Goslar und Göttingen; er grenzt an den Nationalpark Harz. Der Naturpark Harz/Sachsen-Anhalt (NSG-Nr. 33370), der 2003 gegründet wurde und etwa 1660 km² (166.054 ha) groß ist, liegt in den sachsen-anhaltischen Landkreisen Harz und Mansfeld-Südharz; er enthält Teile des Nationalparks Harz. Der Naturpark Südharz (NSG-Nr. 390676), der 2010 gegründet wurde und etwa 267 km² (26.700 ha) groß ist, breitet sich im thüringischen Landkreis Nordhausen aus. Der Naturpark Harz Sachsen-Anhalt/Mansfelder Land wurde am 20. Dezember 2012 proklamiert. Er umfasst eine Fläche von ca. 256 km² im Unterharz und östlichen Harzvorland.
Das Biosphärenreservat Karstlandschaft Südharz, das 2009 gegründet wurde und 300,34 km² (30.034 ha) groß ist, liegt im Landkreis Mansfeld-Südharz (Sachsen-Anhalt). Es schützt eine Gipskarstlandschaft mit Zechsteinablagerungen.

## Geologie

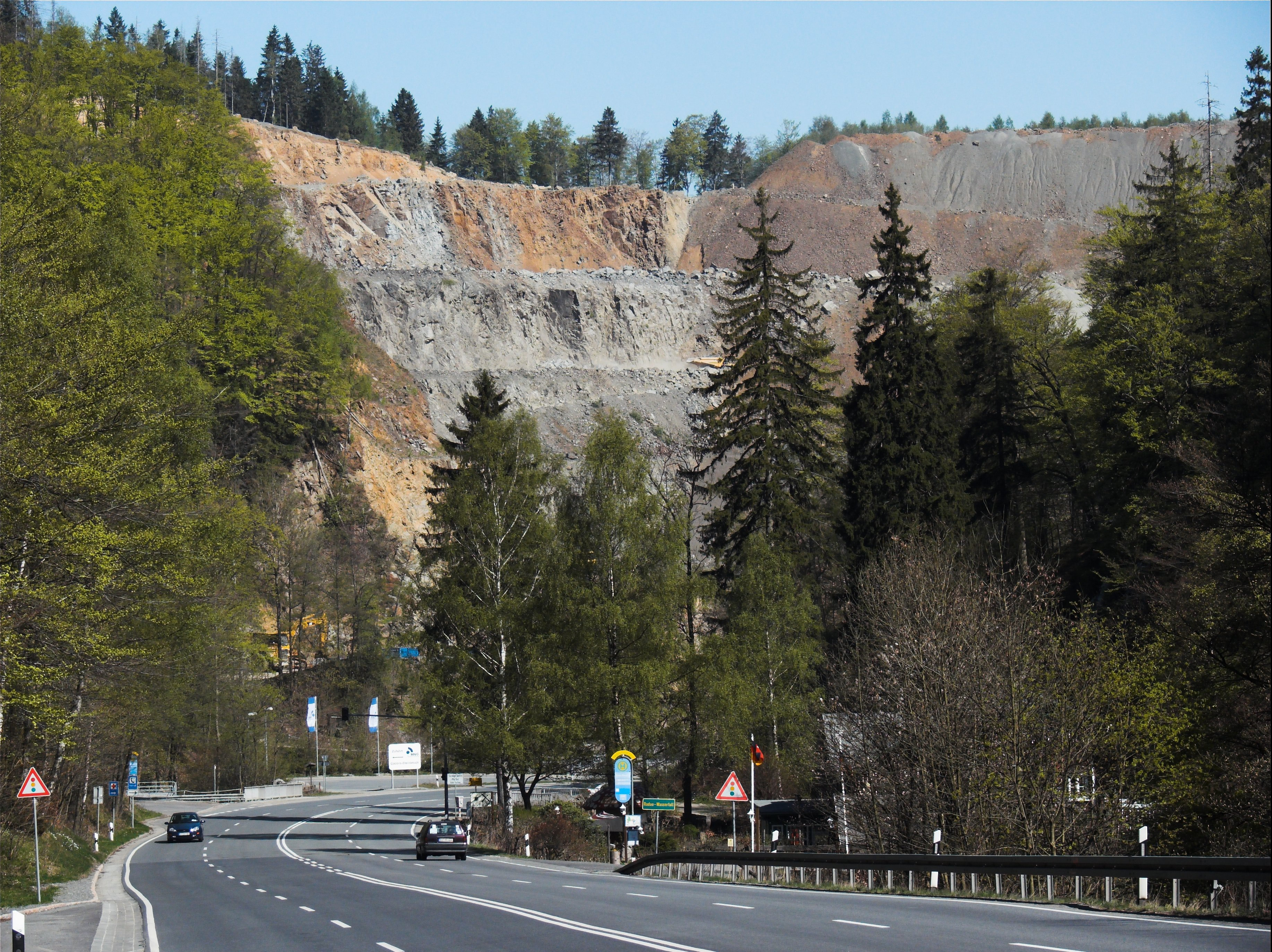
Gabbro-Steinbruch bei Bad Harzburg

Der Harz stellt als Mittelgebirge den nördlichsten aufgeschlossenen Teil des Variszischen Gebirges dar, welches sich (häufig von jüngerem Material überlagert) über weite Teile Mitteleuropas erstreckt.
Aufgrund dessen setzt sich das Gebirge vor allem aus Meeresablagerungen (Tonschiefer, Grauwacke, Kalksteine usw.), aber auch aus Gesteinen magmatischen Ursprungs (Diabase, Granite) zusammen.
Der Harz besitzt zwei Streichrichtungen: Zum einen die der „inneren“ Struktur, also die der Faltenstrukturen, Schieferungsflächen und meist auch Schichtflächen, welche der Entstehung entsprechend variszisch streichen (NO – SW), und zum anderen die herzynische Streichrichtung (WNW – ESE), welche an der Harznordrandstörung und der allgemeinen geographischen Kontur des Harzes nachvollzogen werden kann und durch eine jüngere Störungstektonik (saxonische Bruchschollentektonik) geformt wurde.
Aufgrund der saxonischen Bruchschollentektonik liegt der Harz heute als ein „Pultschollen“-Gebirge vor: als einseitig angehobener Gebirgsblock, dessen Nordrand um etwa 400 Meter steil ansteigt, während der Südrand allmählich auslaufend unter das jüngere Deckgebirge einfällt. Die Aufwärtsbewegung im Nordosten ist noch nicht abgeschlossen.

### Entstehung des Harzes
Die Auffaltung des Harzes begann im Oberkarbon (vor ca. 300 Ma), als die ehemals (annähernd) horizontal im Rheischen Ozean abgelagerten Schichtpakete durch die variszische Orogenese herausgehoben, aufgefaltet und nach Nordwest überschoben wurden. Die postkinematischen Plutone (Ramberg, Brocken, Oker) intrudierten an der Wende Karbon/Perm und sind eher mit dem Zerfall des Superkontinents Pangaea in Verbindung zu bringen als mit der variszischen Orogenese. Der sich anschließende Vulkanismus erreichte im Autun seinen Höhepunkt.
Bis ins obere Perm wurde das Harzgebirge erodiert und eingeebnet. Es entstanden große Rotliegend-Becken und durch die Meerestransgression Ablagerungen des Zechsteins, wie die Kupferschiefer und mächtigen Anhydrit-, Stein- und Kalisalzlagen am südwestlichen Harzrand.
Während der Kreide erfolgte eine erneute Hebung des Harzes (vor allem subherzynische Phase, saxonische Bruchschollentektonik), bei welcher er entlang der Harznordrandstörung in Form einer verkippten Pultscholle mehrfach stark tektonisch gehoben (insgesamt etwa 6000–7000 m) und ins Vorland überschoben wurde, wobei der Südrand wie ein Scharnier wirkte und keine großen Hebungsbeträge aufweist.
Dadurch wurden die auflagernden Sedimente des Zechsteins, der Trias (Buntsandstein, Muschelkalk, Keuper) sowie Jura und Kreide im Norden steil, zum Teil bis zu inverser Lagerung aufgerichtet. Die erneute Hebung führte auch dazu, dass viele mesozoische Ablagerungen wieder abgetragen wurden und dadurch nicht mehr erhalten sind.
Im Tertiär kam es zu weiteren Hebungen, durch welche die Harznordrandstörung auch reaktiviert wurde. Durch das feuchtwarme Klima des Tertiärs kam es zur starken Zersetzung der exponierten Gesteine, zur Verkarstung in Warmzeiten und zur Hochmoorbildung im Holozän.
Aufgrund der Harzrandverwerfung und der senkrecht oder teilweise sogar überkippten geologischen Schichten ist in dem nur relativ wenige Quadratkilometer umfassenden Gebiet eine teilweise häufig wechselnde geologische Beschaffenheit zu beobachten. Infolge dieser Tatsache bezeichnet man Teile des Nordwestharzes auch als „Klassische Quadratmeile der Geologie“.

### Geologische Grobgliederung

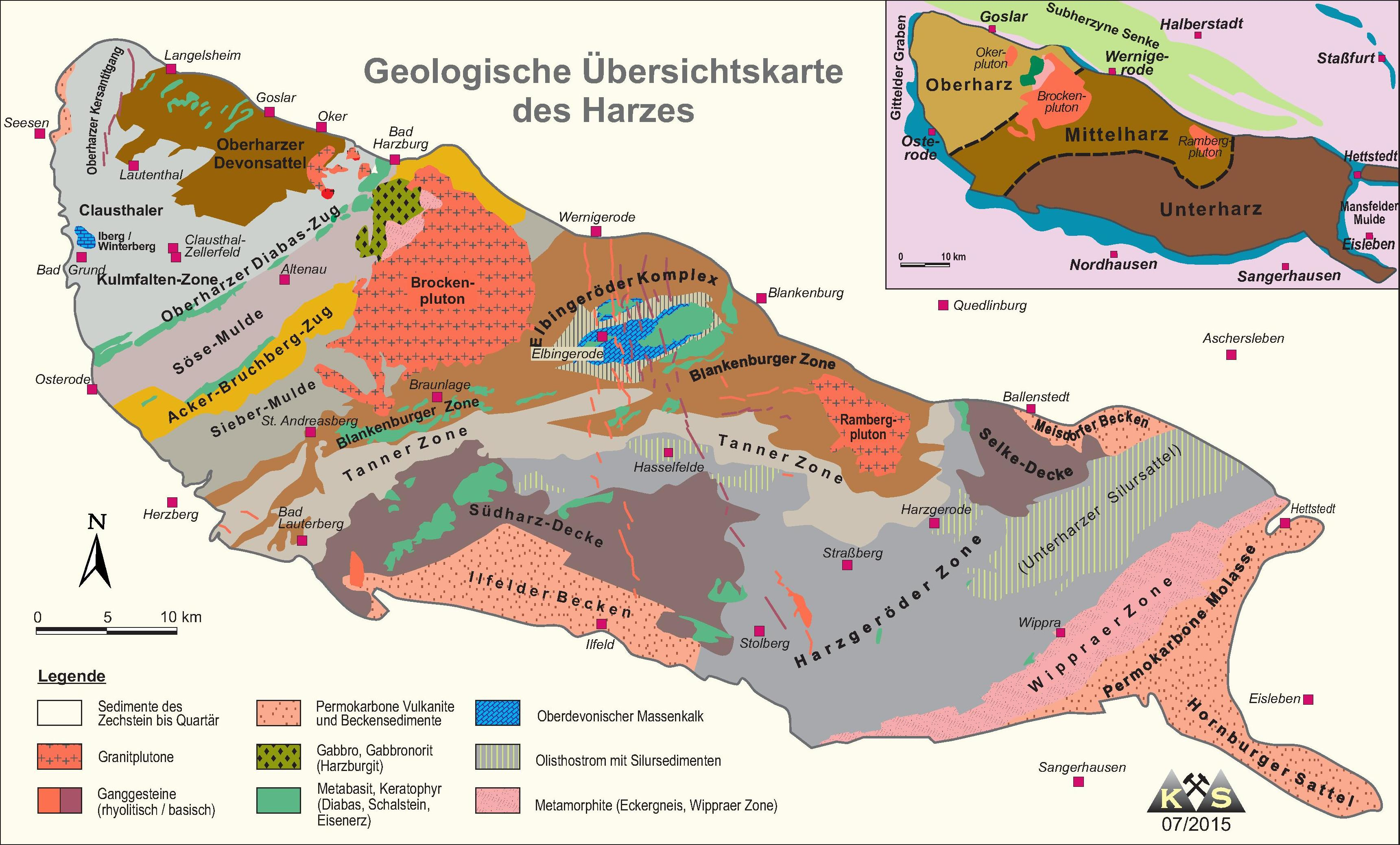
Geologische Übersichtskarte des Harzes zusammen mit einer Grobübersicht

Auch in der Geologie hat sich inzwischen eine Gliederung in Ober-, Mittel- und Unterharz etabliert, welche indes deutlich von den landläufigen und naturräumlichen Zuordnungen abweicht. Entspricht der Oberharz hier noch weitgehend dem naturräumlichen, enthält der Mittelharz hier neben dem Mittelharz im engeren Sinne um das Brockenmassiv auch noch die komplette mittlere Nordabdachung nach Osten bis einschließlich des Rambergs.
Einige der geologischen Einheiten, speziell etwa die Massive von Brocken und Ramberg, der Oberharzer Devonsattel (mit Wolfshagener Ausraumbecken im Westen und stärker angehobenem Ostteil), der Acker-Bruchberg-Zug und das Ilfelder Becken, formen geomorphologisch deutlich abgegrenzte Landschaftseinheiten. Dieses gilt jedoch speziell für die Einheiten des Dinantium nicht. So existieren im Oberharz deutliche Unterschiede zwischen dem Westrand, dem Innerstetal, den Hochflächen und der Sösemulde. Ähnlich deutlich stellen sich im geologischen Unterharz die Gegensätze zwischen der zentralen Hochfläche und den stark reliefierten Abdachungen nach Süden dar. Da die Lebensräume im Harz überdies stark durch die Flusssysteme geprägt sind, dürfte speziell die geologische Abgrenzung zwischen Mittel- und Unterharz wenig mit der tatsächlichen Vegetation sowie dem Landschaftserleben zu tun haben – zumal nur ein kleiner Teil aller anstehenden Gesteine wirtschaftlich von Bedeutung ist und deshalb die Landschaft durch den Bergbau nicht entscheidend verändert wurde.

## Klima

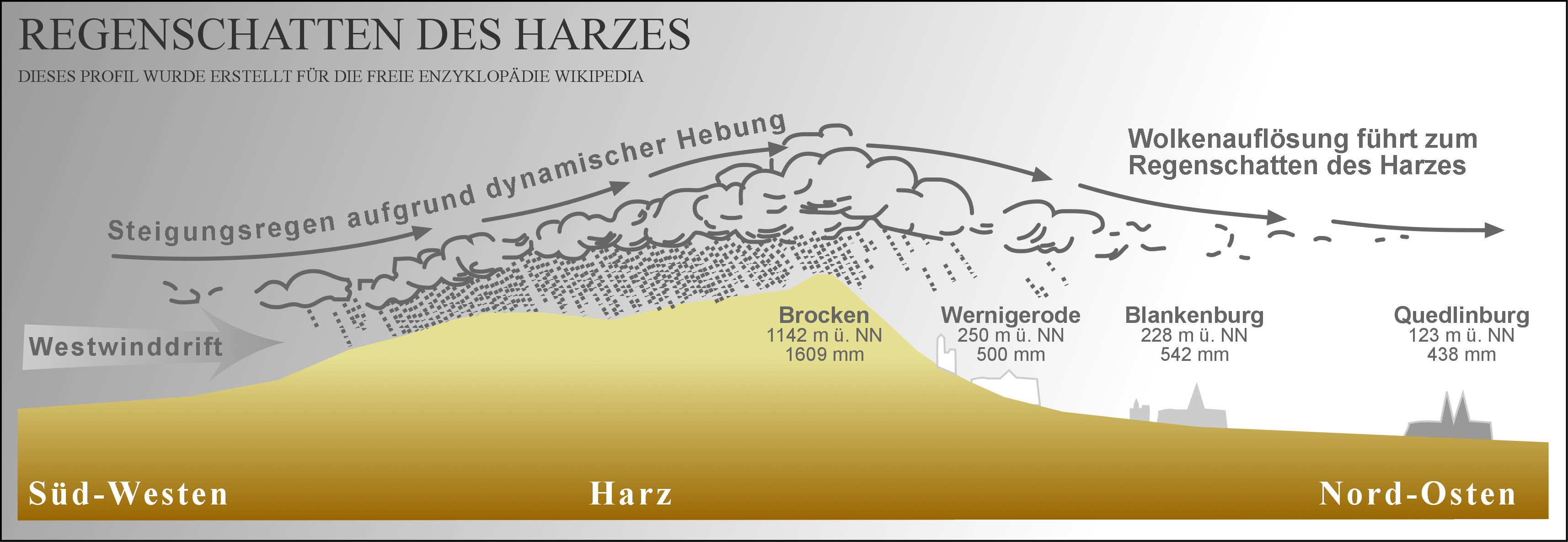
Regenschatten des Harzes

Klimatisch hebt sich ein Gebirge durch geringere Temperaturen und größere Niederschläge von den Randlandschaften ab. Regelmäßige Niederschläge während des ganzen Jahres prägen den Mittelgebirgscharakter des Harzes. Regenreichen atlantischen Westwinden frei ausgesetzt fallen auf der Luv-Seite bis zu 1.600 mm Regen im Jahr (Westharz, Oberharz, Hochharz), hingegen fallen gebirgstypisch auf der Lee-Seite durchschnittlich nur 600 mm Niederschlag im Jahr (Ostharz, Unterharz, Östliche Harzabdachung).

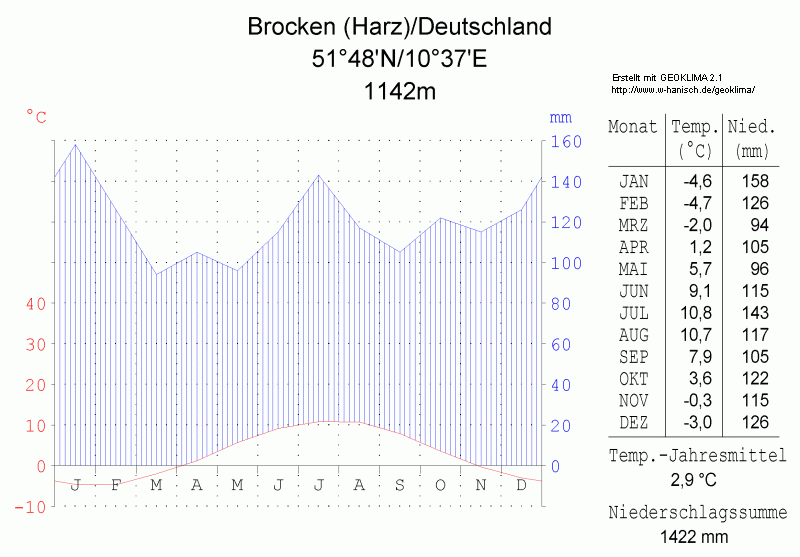
Brocken (Luv)
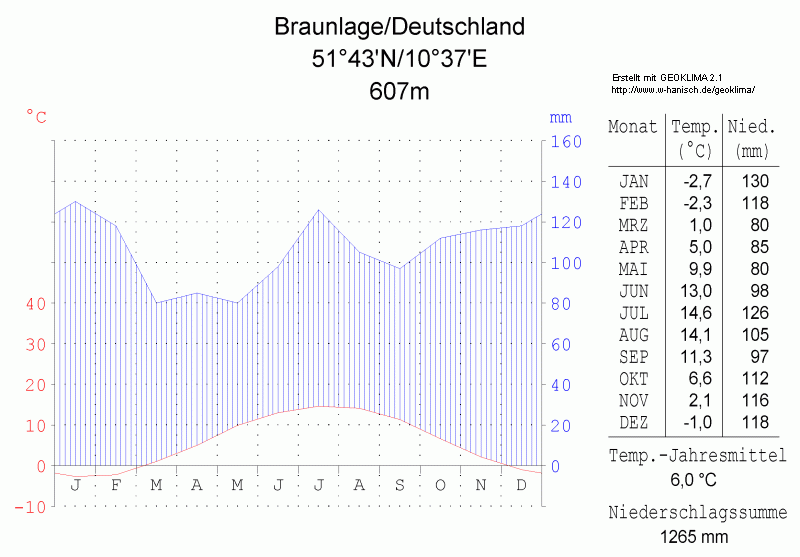
Braunlage (Luv)
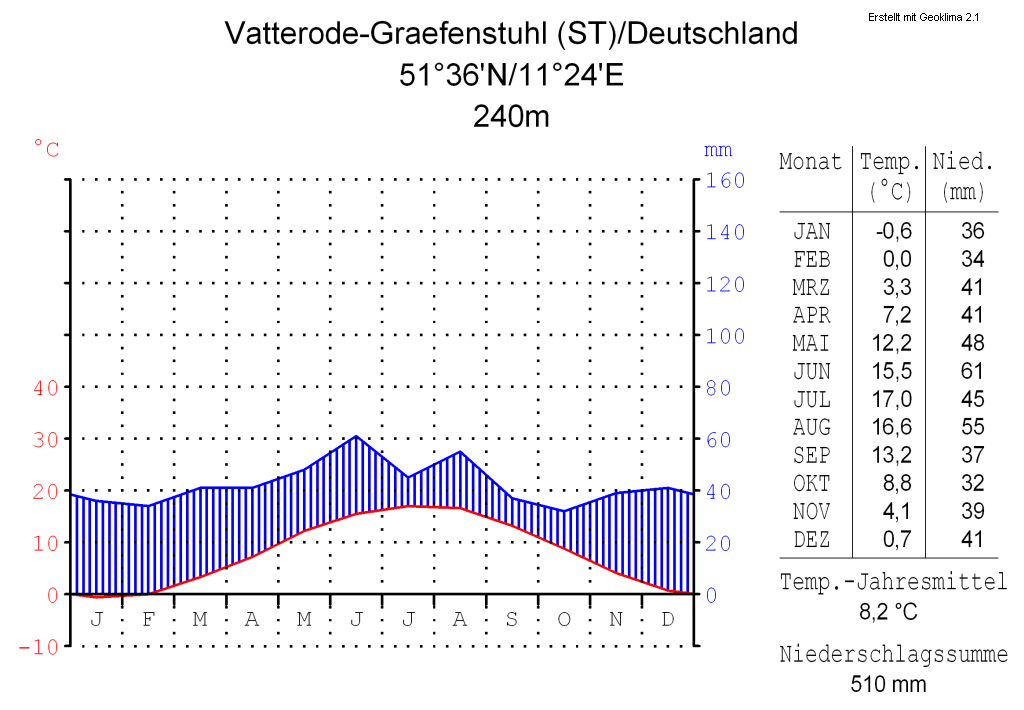
Mansfeld (Lee)

Mit einer durchschnittlichen Erwärmung von über 1 Grad in den vergangenen 100 Jahren auf dem Brocken und den entsprechenden Folgen für die Ökosysteme wie die Borkenkäferentwicklungen lässt sich der globale Klimawandel auch im Harz feststellen.

## Gewässer

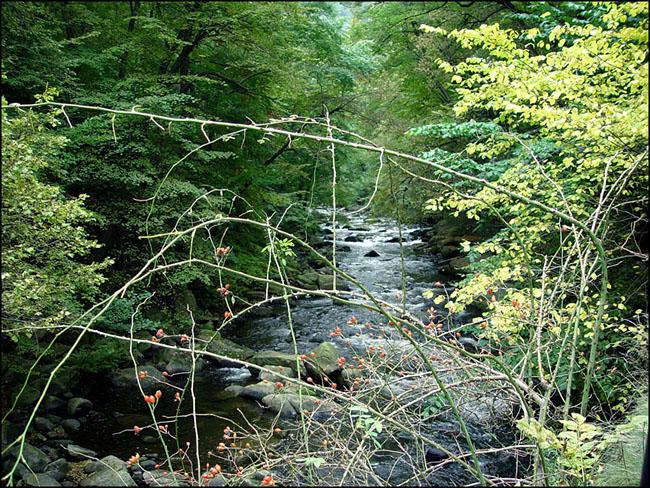
Blick auf den Fluss Bode im gleichnamigen Tal

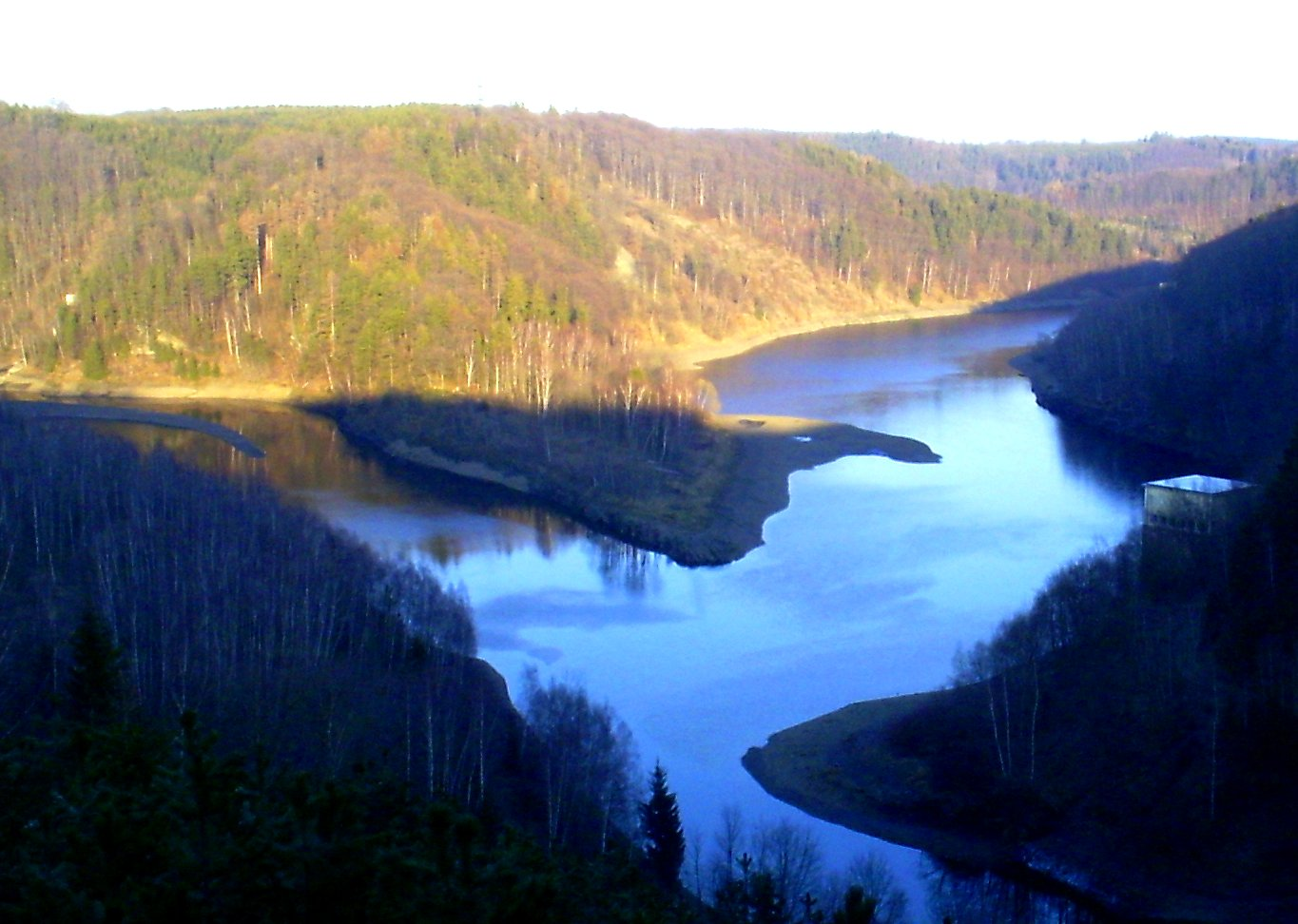
Stausee der Talsperre Wendefurth

Die Flüsse des Harzes haben aufgrund der Geographie und des Klimas stark schwankende Wasserführungen und können bei den hohen Niederschlägen große Wassermengen führen. Der lukrative Silberbergbau im Oberharz führte dort insbesondere zwischen dem 16. und dem 19. Jahrhundert zu umfangreichen Veränderungen der Flüsse im Quellgebiet von Innerste, Oker, Oder und Söse: Das Oberharzer Wasserregal mit 143 kleinen Talsperren, die zu einem großen Teil noch heute in Betrieb sind, prägt nicht nur die Gewässer, sondern die gesamte Landschaft im Westharz. Zu den Oberharzer Teichen gehören die ältesten noch in Betrieb befindlichen Talsperren Deutschlands. Diese Teiche und Gräben stehen seit 1977 unter Denkmalschutz und wurden 2010 als UNESCO-Weltkulturerbe anerkannt. Auch im Unterharz finden sich viele Spuren montaner Wasserwirtschaft. Neben wasserführenden Gräben und Teichen existieren auch längst aufgegebene Gräben und trockene Teiche. Die erhaltenen Teile davon wurden 1991 als Flächendenkmal Unterharzer Teich- und Grabensystem unter Schutz gestellt und dienen heute zum Teil als Trinkwasserreservoir. Teile der Anlagen können bis ins Jahr 1320 zurückdatiert werden.
Im 20. Jahrhundert wurde ein System von 16 Talsperren im Harz errichtet, das zwölf Harzflüsse anstaut. Bis heute dienen die Talsperren überwiegend der Trinkwassergewinnung, der Stromerzeugung, dem Hochwasserschutz sowie der Niedrigwasseraufhöhung. Mit der Sösetalsperre, die von 1928 bis 1931 erbaut wurde, begann der moderne Talsperrenbau im Harz.

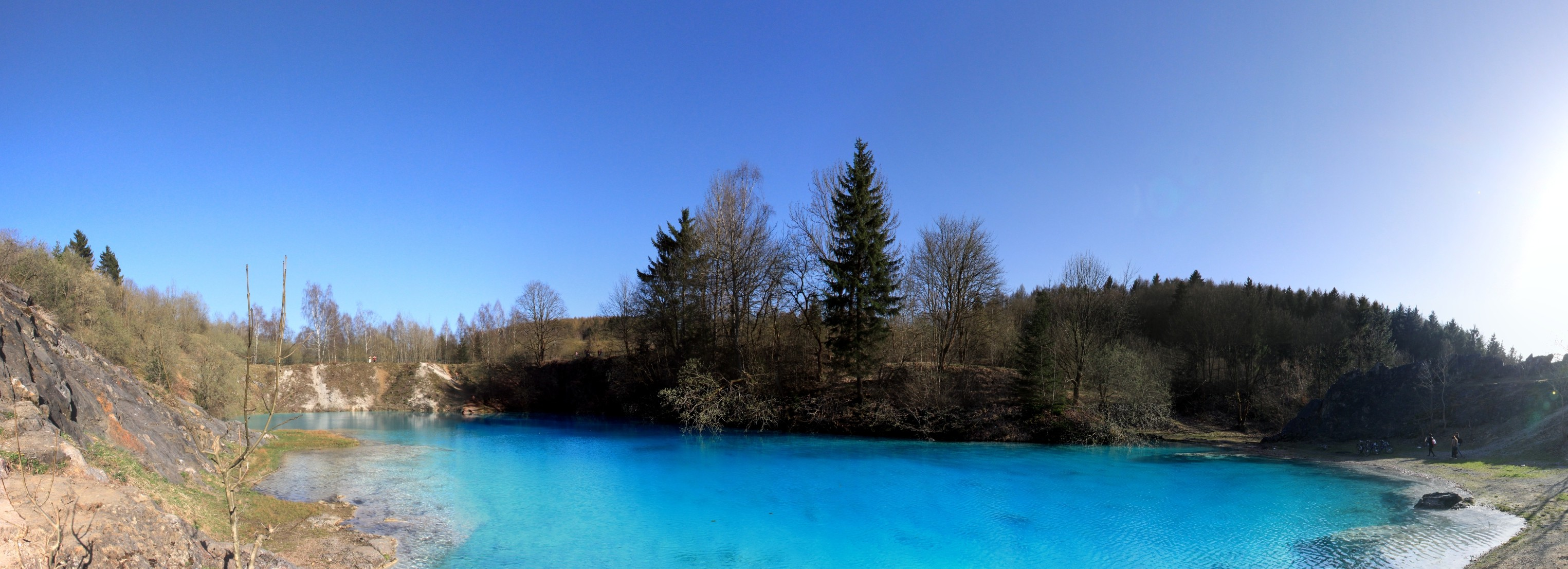
Blauer See (Hüttenrode)

Die größten Flüsse des Harzes sind im Norden die Innerste, die Oker und Bode, im Osten die Wipper und im Süden die Oder. Die Innerste speist die Leine und hat als Zuflüsse die Laute, Grane und Nette. In die Oker münden die Flüsse Radau, Ecker und Ilse. Die Bode wird durch die Holtemme, in die wiederum der Zillierbach mündet, Hassel und Selke gespeist. Die Wipper nimmt die Eine auf. In die Rhume münden die Söse und Oder, welcher die Sieber zufließt; in letztere fließt die Lonau ein. Die südlich des Harzes verlaufende Helme wird von der durch die Steina verstärkten Ichte gespeist, von der aus dem Gebirge kommenden Zorge, welche die von der Uffe verstärkte Wieda und die Bere aufnimmt, und von der Thyra, welcher der Krebsbach zufließt.

## Flora und Vegetation
Der Harz, insbesondere die Landschaftsräume Mittelharz und Unterharz sowie Südharzer Zechsteingürtel und Südwestliches Harzvorland, gehört zu den vom Bundesamt für Naturschutz ausgewiesenen Hotspots der biologischen Vielfalt in Deutschland (mit besonderer Förderung).

### Höhenstufen
Die Vegetationszonierung des Harzes umfasst sechs Höhenstufen – sortiert nach Höhe in Meter (m) über Normalhöhennull (NHN):
- Subalpine Stufe: Brockengipfel oberhalb 1000 m
- Hochmontane Stufe: höchste Lagen mit Ausnahme des noch höher gelegenen Brockengipfels von 850 bis 1000 m
- Obermontane Stufe: höhere Lagen von 750 bis 850 m
- Montane Stufe: mittlere Lagen von 525 bis 750 m
- Submontane Stufe: untere Lagen von 300 bis 525 m
- Kolline Stufe: Lagen des Harzrandes bis 250 bis 300 m

### Wälder

#### Buchenwälder

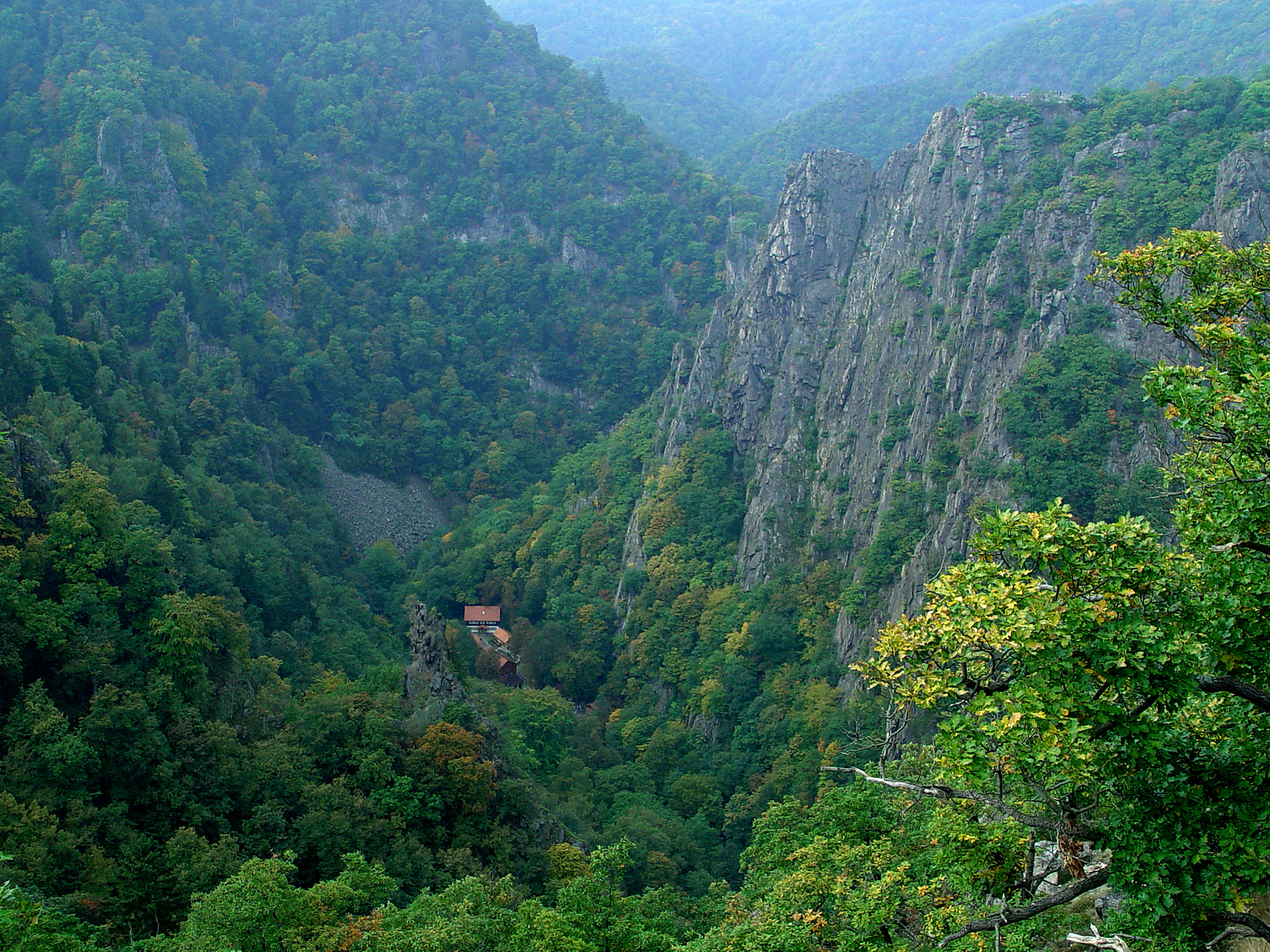
Bodetal mit Laubwald

Vom Harzrand bis 700 m Höhe dominieren Buchenwälder, insbesondere die Hainsimsen-Buchenwälder (Luzulo-Fagetum) der schwach nährstoffversorgten Standorte mit Rotbuche (Fagus sylvatica) häufig als alleiniger Baumart. In tieferen, trockenen Lagen kommen Stieleiche (Quercus robur) und Traubeneiche (Quercus petraea) hinzu. Auf feuchteren Standorten tritt Bergahorn (Acer pseudoplatanus) auf. In den lichtreichen Zerfalls- und Verjüngungsphasen spielen auch lichtbedürftige Pioniere wie Eberesche (Sorbus aucuparia), Hänge-Birke (Betula pendula) und Sal-Weide (Salix caprea) eine Rolle. Der Perlgras-Buchenwald ist an den wenigen nährstoff- und basenreicheren Standorten über Diabas und Gneis zu finden und weist eine arten- und blütenreichere Krautschicht auf. Auch hier dominiert die Rotbuche, beigemischt Bergahorn, Gewöhnliche Esche (Fraxinus excelsior), Hainbuche (Carpinus betulus) und Bergulme (Ulmus glabra). Durch das zunehmende Kontinentalklima am östlichen Harzrand wird dort die Rotbuche zugunsten von Traubeneichen-Mischwäldern verdrängt.

#### Buchen-Fichten-Mischwälder
In den mittleren Lagen zwischen 700 und 800 m Höhe würde man unter natürlichen Bedingungen von Fichte (Picea abies) und Rotbuche dominierte Mischwälder antreffen. Diese sind jedoch bewirtschaftungsbedingt seit langem bis auf Reste Fichtenbeständen gewichen. Weiterhin tritt in diesen Wäldern der Bergahorn auf.

#### Fichtenwälder
In den höchsten Lagen von etwa 800 m bis zur Waldgrenze bei 1000 m Höhe gedeihen Fichtenwälder, in denen auch Laubgehölze wie Ebereschen, Hänge- und Moorbirke (Betula pendula und Betula pubescens) sowie Weiden (Salix spec.) zu finden sind. Die hohe Luftfeuchtigkeit ist die Ursache für eine reiche Moos- und Flechtenflora. Trotz der Naturnähe findet man nur noch wenige heimische, genetisch angepasste (autochthone) Fichten. Wollreitgras-Fichten-Wälder (Calamagrostio villosae-Piceetum) dominieren. Auf frischen, aber keineswegs nassen und nur mäßig gesteinsreichen Böden gedeiht eine gut entwickelte Bodenvegetation, die in ihrem Erscheinungsbild vor allem durch Gräser wie Wolliges Reitgras (Calamagrostis villosa) und Draht-Schmiele (Deschampsia flexuosa) geprägt ist. Die Böden in den Hochlagen sind wie auch im überwiegenden Teil des gesamten Harzes vergleichsweise nährstoff- und basenarm, so dass nur wenige krautige Pflanzen wie das Harzer Labkraut (Galium saxatile) vorkommen. Dafür sind es eher Farne, Moose, Flechten und Pilze, die neben der Fichte die Eigenart dieser Wälder bestimmen. Im Bereich verwitterungsresistenter Gesteine in der hochmontanen und montanen Stufe kommen häufig Felsen und Blockhalden vor – Extremstandorte der Vegetation. Aufgrund des Mangels an Erdmaterial gedeihen auf ihnen nur schwachwüchsige, sehr licht stehende Block-Fichtenwälder. Sie zeichnen sich durch einen besonders hohen Strukturreichtum aus und lassen mehr Raum für lichtliebende Arten wie Hänge-Birke, Eberesche, Bergahorn, Weiden und Zwergsträucher wie die Heidelbeere (Vaccinium myrtillus). Auch Moose und Farne sind hier häufig. Als Besonderheit ist die Karpatenbirke (Betula pubescens subsp. carpatica) zu nennen. In der Umgebung der Hochmoore auf Sumpf- und Moorböden finden sich die Moor-Fichtenwälder. Auf diesen Standorten können Fichtenwälder ausnahmsweise auch in tieferen Lagen die natürliche Waldgesellschaft bilden. Diese durch besondere Nässe geprägten Moorwälder weisen bereits einen hohen Anteil an Torfmoosen (Sphagnum spec.) auf. Die Bodenvegetation kann aber auch durch ein reiches Vorkommen von Zwergsträuchern wie Preiselbeere (Vaccinium vitis-idaea) geprägt sein. Ebenso sind umfangreiche Bestände des Blauen Pfeifengrases (Molinia caerulea) für diese Waldgesellschaft typisch. Charakteristische Pilzarten der natürlichen Fichtenwälder sind der Dünne Feuerschwamm (Phellinus viticola) und der Olivgelbe Holzritterling (Tricholomopsis decora).
Wuchsen noch im ersten Jahrtausend nach Christus in den Höhenlagen – für einen natürlichen Bergwald typisch – überwiegend Harthölzer (in erster Linie Rotbuchen; man ging damals „in die Harten“ = Harz) so waren bis vor wenigen Jahren in den bewirtschafteten Flächen des Westharzes vorwiegend Monokulturen von Fichten anzutreffen. Wesentliche Ursachen dieser Entwicklung lagen in der Bergbaugeschichte der Harzregion mit ihrem hohen Holzbedarf und den damit einhergehenden Übernutzungen und Devastierungen der Waldbestände. Dazu kamen klimatische Veränderungen in der sogenannten „Kleinen Eiszeit“. Die Wiederaufforstung mit der relativ einfach anzubauenden und anspruchslosen Fichte (unterhalb ihres natürlichen Wuchsgebietes in hochmontanen Lagen) seit Mitte des 18. Jahrhunderts geht wesentlich auf die Anregung des Oberforst- und Jägermeisters Johann Georg von Langen zurück. Kahlschläge durch die britische Besatzungsmacht nach dem Zweiten Weltkrieg zur Reparation konnten Ende der 1940er Jahre auch nur mit Fichtenanpflanzungen kompensiert werden. Monokulturen begünstigen allerdings den Borkenkäfer, insbesondere wenn die Bäume durch andere Stressfaktoren geschwächt sind.
Bereits seit Anfang der 1990er Jahre laufen Bestrebungen der Niedersächsischen Landesforsten, im Rahmen des Walderneuerungsprogrammes LÖWE die Fichtenwälder in Mischwälder mit unterschiedlichen Altersklassen umzubauen.

##### Borkenkäferkalamität ab 2018

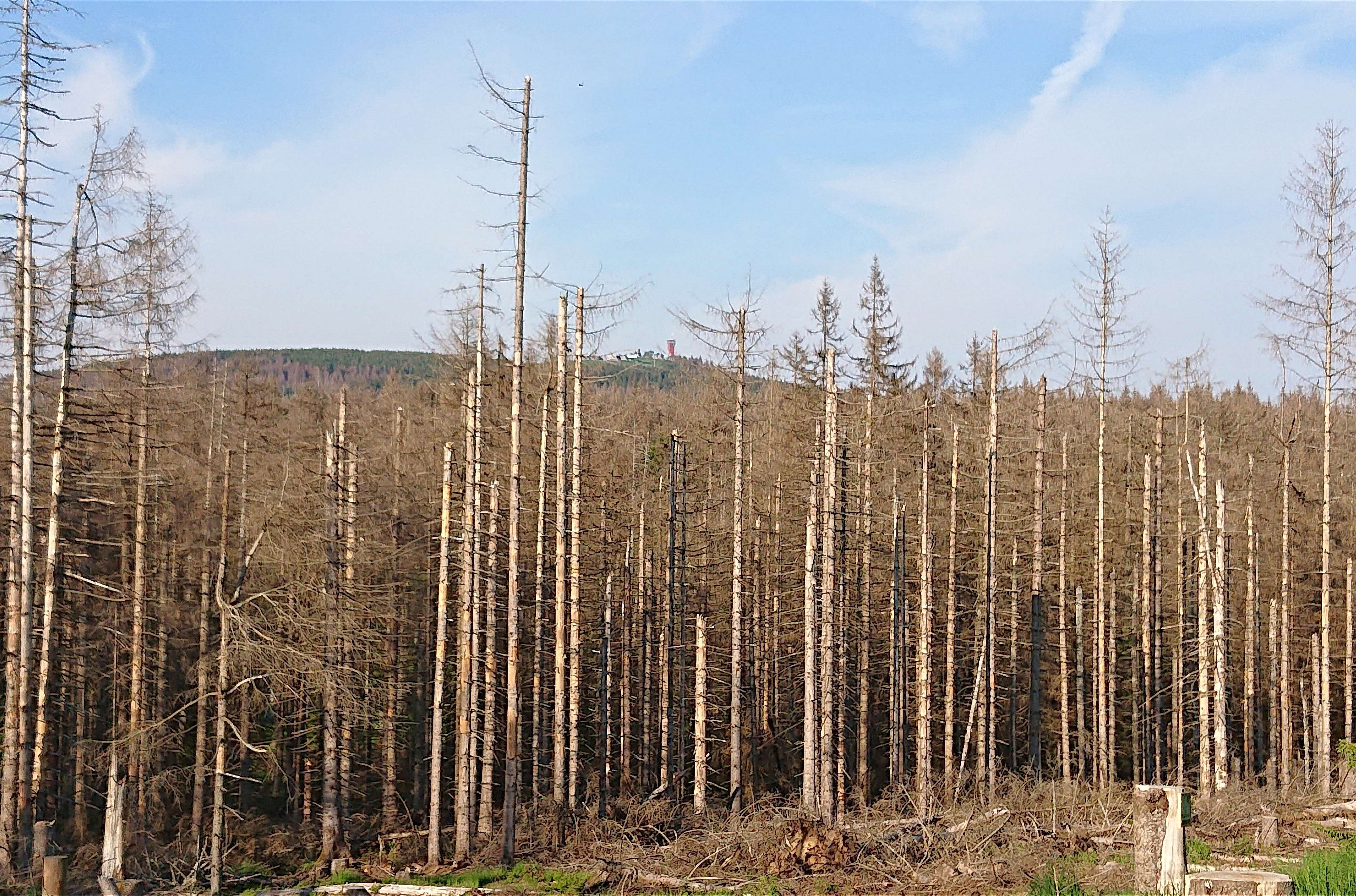
Abgestorbene Fichtenwälder am Wurmberg

Nach dem Orkantief Friederike und der Rekorddürre im Jahr 2018 und den darauffolgenden Jahren kam es zu einer Massenvermehrung des Borkenkäfers und einem Absterben von 50.000 Hektar Fichtenwald. Die Wiederaufforstung erfolgt nach den Grundsätzen des Walderneuerungsprogramms LÖWE und wird wohl mehr als 10 Jahre in Anspruch nehmen. Die Ursachen der Borkenkäferkalamität sind vielfältig. Eine Gruppe pensionierter Forstbeamter sieht in der Ursache ausschließlich die Nichtbekämpfung des Borkenkäfers im Bereich des Nationalpark Harz, dessen riesige Käferpopulation auf den übrigen Harz übergesprungen sei. Das Orkantief Friederike, der Klimawandel, die extrem trockenen Sommer 2018 bis 2021 werden hieran aber auch ihren Anteil daran haben, ebenso wie die zuletzt Ende der 1940er Jahre angelegte Fichtenmonokultur im Westharz. Durch das vermehrte Anpflanzen von anderen Mischbaumarten wie Buche, Douglasie, Weißtanne und Lärche soll der künftige Wald Klima- und Schädlingsresistenter gemacht werden. Die feuchteren Sommer 2023 und 2024 scheinen die Borkenkäferkalamität nun einzudämmen.

#### Sonderformen
Nur kleinflächig treten Schlucht-, Au- und Quellwälder auf. Die Rotbuche tritt hier zugunsten anspruchsvollerer Laubbaumarten wie Bergahorn, Sommer-Linde (Tilia platyphyllos), Berg-Ulme oder Gewöhnliche Esche zurück. Die Krautschicht ähnelt der von besser nährstoffversorgten Buchenwäldern. Auffällige Vertreter der hier beheimateten Pflanzengesellschaften sind Alpen-Milchlattich (Cicerbita alpina), Mondviole (Lunaria rediviva), Dorniger Schildfarn (Polystichum aculeatum) und Buchenfarn (Phegopteris connectilis).

### Hochmoore
Die Harzer Moore zählen zu den besterhaltenen Mitteleuropas. Ihre Entstehung geht zurück bis auf das Ende der letzten Eiszeit vor über 10.000 Jahren. Wesentlichen Anteil an der Vegetation der Hochmoore haben die Torfmoose. Die feuchteren Bereiche (Schlenken) und die höherliegenden trockeneren Bulten werden von unterschiedlichen Arten besiedelt. In Schlenken findet sich das Spieß-Torfmoos (Sphagnum cuspidatum), auf den Bulten Magellans Torfmoos (Sphagnum magellanicum). Die Torfmoospolster werden von den Zwergsträuchern Heidelbeere, Preiselbeere und weiteren Zwergsträuchern durchwachsen. Die Rosmarinheide (Andromeda polifolia) ist ein Eiszeitrelikt. Weitere Eiszeitrelikte sind Zwerg-Birke (Betula nana) oder Wenigblütige Segge (Carex pauciflora). Von Mai bis Juni blüht die Gewöhnliche Moosbeere (Vaccinium oxicoccus). An den schwarzen Früchten ist die Schwarze Krähenbeere (Empetrum nigrum) zu erkennen. Auf den trockeneren Bulten ist die Besenheide (Calluna vulgaris) zu finden. Vereinzelt tritt die Glockenheide (Erica tetralix) auf. Typische Gräser sind das Scheiden-Wollgras (Eriophorum vaginatum), bekannt durch die leuchtend weißen Fruchtstände und die Rasenbinse (Trichophorum cespitosum, syn. Scirpus cespitosus), die im Herbst rostrot ist. Die faszinierendste Moorpflanze ist der Rundblättrige Sonnentau (Drosera rotundifolia). Am trockeneren Moorrand ist die Moor- oder Rauschbeere (Vaccinium uliginosum) zu finden.

## Fauna

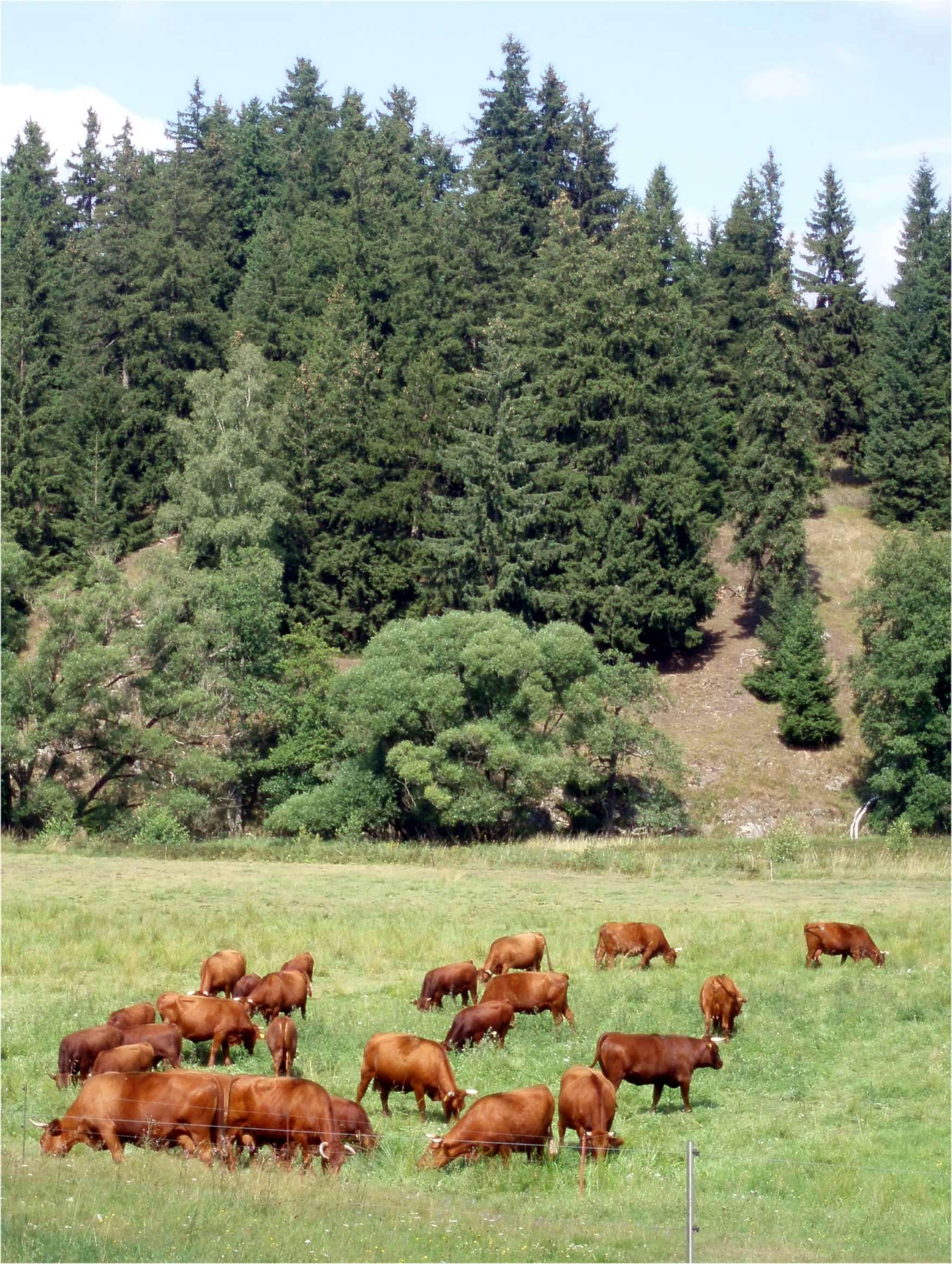
Harzer Rotes Höhenvieh vor Halde

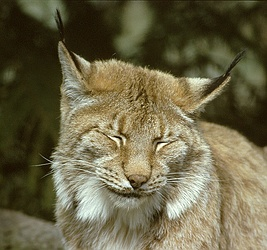
Luchs – im Harz wieder ausgewildert

In den Harzer Buchenwäldern findet eine Vielzahl von Tieren Lebensraum. Über 5.000 Tierarten, die meisten davon Insekten, sind auf den Buchenwald angewiesen. Darunter befinden sich viele Arten, die im Boden und in der Streuschicht für die Zersetzung und Einarbeitung des Laubes sorgen, wie zum Beispiel Springschwänze, Hornmilben, Asseln, Fadenwürmer, Tausendfüßer, Regenwürmer und Schnecken. Charakteristische Brutvögel der altholzreichen Buchenwälder sind Schwarzspecht (Dryocopus martius) und Hohltaube (Columba oenas). Zeichen für die Naturnähe der Buchenwälder im Harz ist auch die Rückkehr des Schwarzstorchs (Ciconia nigra). Dieser scheue und störanfällige Bewohner reich strukturierter Laub- und Mischwälder war durch Beeinträchtigungen seines Lebensraums (fehlende Altbäume, Mangel an naturnahen Bächen) in Mitteleuropa sehr selten geworden. Durch Lebensraumverbesserungen infolge der Renaturierung von Fließgewässern sowie der Förderung von störungsarmen Ruhezonen hat sich der Schwarzstorchbestand heute erholt. Eine typische Säugetierart dieser Laubwälder ist die Europäische Wildkatze (Felis silvestris silvestris), die über eine stabile Population im Harz verfügt. Sie bevorzugt die strukturreicheren Waldgebiete, die ein reiches Nahrungsangebot aufweisen.
Auch die Tierwelt der Buchen-Fichtenmischwälder ist vielfältig. Besonders Arten, die auf strukturreiche Wälder angewiesen sind, kann man hier antreffen. So ist der Bergmischwald der natürliche Lebensraum des Auerhuhns (Tetrao urogallus). Lebensraum findet hier auch der Raufußkauz (Aegolius funereus). Er brütet fast ausschließlich in Schwarzspechthöhlen in alten Buchen und braucht den im Vergleich zum Fichtenwald lichteren Buchenwald mit seiner höheren Kleinsäugerdichte für seine Nahrungssuche. Zur Deckung bevorzugt er jedoch die dunkleren Fichten.
Ein großer Teil der in den natürlichen Fichtenwäldern lebenden Tierarten ist an die besonderen Lebensbedingungen in den Harzhochlagen angepasst. Für die Vogelwelt gelten Haubenmeise (Lophophanes cristatus), Winter- und Sommergoldhähnchen (Regulus regulus und Regulus ignicapillus), Erlenzeisig (Carduelis spinus), Waldbaumläufer (Certhia familiaris), Tannenmeise (Periparus ater) und Fichtenkreuzschnabel (Loxia curvirostra) als typische Bewohner. Besonders hervorzuheben ist hier der Sperlingskauz (Glaucidium passerinum), der die submontane bis subalpine Stufe mit struktur- und nadelbaumreichen Wäldern sowie eingestreuten Freiflächen bewohnt. Als Brutbaum wird die Fichte bevorzugt, als Nahrungsgebiete dienen lichte Waldbestände oder Moorbereiche. Ähnlich wie für den Schwarzstorch gilt auch für den vor langer Zeit aus dem Harz verschwundenen Sperlingskauz, dass er Ende der 1980er Jahre von selbst zurückgekehrt ist, als sich sein angestammter Lebensraum wieder zu mehr Naturnähe entwickelt hatte, so dass für ihn neben genügender Nahrung (Insekten, Kleinsäuger, Kleinvögel) auch stehendes Totholz (Fichten mit Spechthöhlen) vorhanden waren.
Neben vielen Vogelarten gibt es in den verschiedenen Fichtenwäldern auch eine Reihe von Großschmetterlingen, die außerhalb des Harzes stark gefährdet sind oder gar nicht vorkommen. Beispielhaft seien hier zwei Arten genannt. In alten, lichten Wollreitgras-Fichtenwäldern, zum Teil in Verbindung mit Blockhalden oder Moor-Fichtenwäldern, tritt der Braungraue Bergwald-Steinspanner (Elophos vittaria) auf, in heidelbeerreichen Moor-Fichtenwäldern dagegen eher der Bläuliche Heidelbeer-Blattspanner (Entephria caesiata).
Nur wenige Tierarten konnten sich an die extremen Bedingungen in Hochmooren anpassen. Beispiele dafür sind die Alpen-Smaragdlibelle (Somatochlora alpestris), die im Harz ihr einziges Vorkommen in Niedersachsen hat und in Deutschland stark gefährdet ist, und die vom Aussterben bedrohte Hochmoor-Mosaikjungfer (Aeshna subarctica).
Felsen und Blockhalden sind wesentlicher Bestandteil des Lebensraumes von Wanderfalke (Falco peregrinus) und Ringdrossel (Turdus torquatus). Der Wanderfalke braucht steile, aus der Landschaft herausragende, wenig bewachsene Felsen. Nachdem seine Population im Harz erloschen war, gibt es dort nun wieder Brutpaare. Entscheidend dazu beigetragen haben umfangreiche Maßnahmen zur Förderung von Ruheräumen in angestammten Brutgebieten dieser scheuen Vogelart. Bereits 1980 siedelte sich im Ostharz ein Brutpaar aus einem Auswilderungsprojekt an. Die Ringdrossel bevorzugt halboffene Blockhalden und locker bewaldete Übergangsbereiche zwischen baumfreien Hochmooren und Wald. Im Harz liegt eines ihrer wenigen isolierten Brutvorkommen Mitteleuropas. Ihr Hauptverbreitungsgebiet erstreckt sich auf Nordwesteuropa einschließlich großer Teile Englands und Schottlands sowie auf die Hochgebirge Süd- und Osteuropas.
Die Fließgewässer mit ihrem ausgeprägten Bergbachcharakter spielen eine bedeutende Rolle im gesamten Harz. Im Vergleich zu anderen naturräumlichen Regionen in Niedersachsen sind sie noch sehr naturnah und zeichnen sich durch hohe Strukturvielfalt und sauberes Wasser aus. Aufgrund der zumindest zeitweise hohen Fließgeschwindigkeit der Harzbäche können Blütenpflanzen in den Gewässern nur sehr selten Fuß fassen. Auch die Tiere der Harzer Fließgewässer müssen sich an die hohen Fließgeschwindigkeiten anpassen. Häufigste Fischarten sind Bachforelle (Salmon trutta fario) und Groppe (Cottus gobio).
An den Fließgewässern des Harzes kann man vereinzelt die Großlibelle Zweigestreifte Quelljungfer (Cordulegaster boltonii) sowie die Blauflügel-Prachtlibelle (Calopteryx virgo), eine Kleinlibelleart, antreffen.
Die Wasseramsel (Cinclus cinclus), die überall an den Harzgewässern zu finden ist, kommt fast ausschließlich im Bergland vor. Ihr Lebensraum sind schnell fließende, klare und mit Ufergehölzen bestandene Gebirgsbäche. Sie kann tauchen und unter Wasser auf dem Grund laufen. Zur Nahrungssuche dreht sie dort Steine um. Auch die Gebirgsstelze (Motacilla cinerea) nutzt die reichen Nahrungsvorräte der Bergbäche.
Von 2000 bis 2007 wurden im Nationalpark Harz erfolgreich Eurasische Luchse ausgewildert, die sich mittlerweile gut in die Ökologie einpassen und durch ein GPS-basiertes Monitoring überwacht werden. Durch gezielte Schutzmaßnahmen der vergangenen Jahre konnte ein Rückgang der Fledermausbestände im Harz gestoppt werden. Von den jagdbaren Säugetieren sind Rothirsch, Reh, Wildschwein und Europäischer Mufflon zu nennen.

## Geschichte

### Ur- und Frühgeschichte
Die ältesten menschlichen Überreste im Umkreis des Harzes wurden auf 700.000 bis 350.000 Jahre datiert und dem Homo erectus zugeordnet. Wichtige Fundstätten sind das Thüringer Bilzingsleben sowie die niedersächsischen Orte Hildesheim und Schöningen.
Der Neandertaler erschien vor rund 250.000 Jahren in der Region und jagte Auerochsen, Wisente, Braun- und Höhlenbären, Mammute, Nashörner, Pferde, Rentiere und Waldelefanten. Nachgewiesen wurden die Werkzeuge der Neandertaler in der Einhornhöhle im Südharz (100.000 Jahre vor heute) und in den Rübeländer Höhlen. Funde von Birkenpech bei Aschersleben am Nordharzrand wiesen die Verwendung dieses Klebstoffs durch Neandertaler vor 50.000 Jahren nach.
Die Paläolithische Revolution brachte vor 40.000 Jahren den Menschen (Homo sapiens) aus Afrika nach Europa und auch in die Harzregion, während die Neandertaler nicht mehr nachweisbar sind.

### Vorgeschichte
Bei Ührde im Südwestlichen Harzvorland wurden steinzeitliche Siedlungsspuren entdeckt. Viele Funde im Harz, wie beispielsweise die Bronzekeule von Thale, die bei der Roßtrappe gefunden wurde, könnten auf eine frühe kultische Nutzung des Harzes hinweisen.

### Antike
Bis zum 3. Jahrhundert v. Chr. siedelten keltische Stämme um den Harz, bevor diese von Rhein-Weser- und Elbgermanen verdrängt wurden. Vermutlich lebten westlich vom heutigen Wernigerode Cherusker, während östlich davon vermutlich die Fosen lebten. Einflüsse von Slawen sind im Harz nicht vorhanden. Im Südharz lebten auch die Thüringer.
Archäologische Untersuchungen belegen einen frühen Bergbau im Harz, der sich sicher bis in das 3. Jahrhundert n. Chr. datieren lässt, aber wohl deutlich älter ist und schon in der Bronzezeit begann. Ptolemäus erwähnt den Harz mit der Bezeichnung Μηλίβοκον (Mēlíbokon).

### Mittelalter

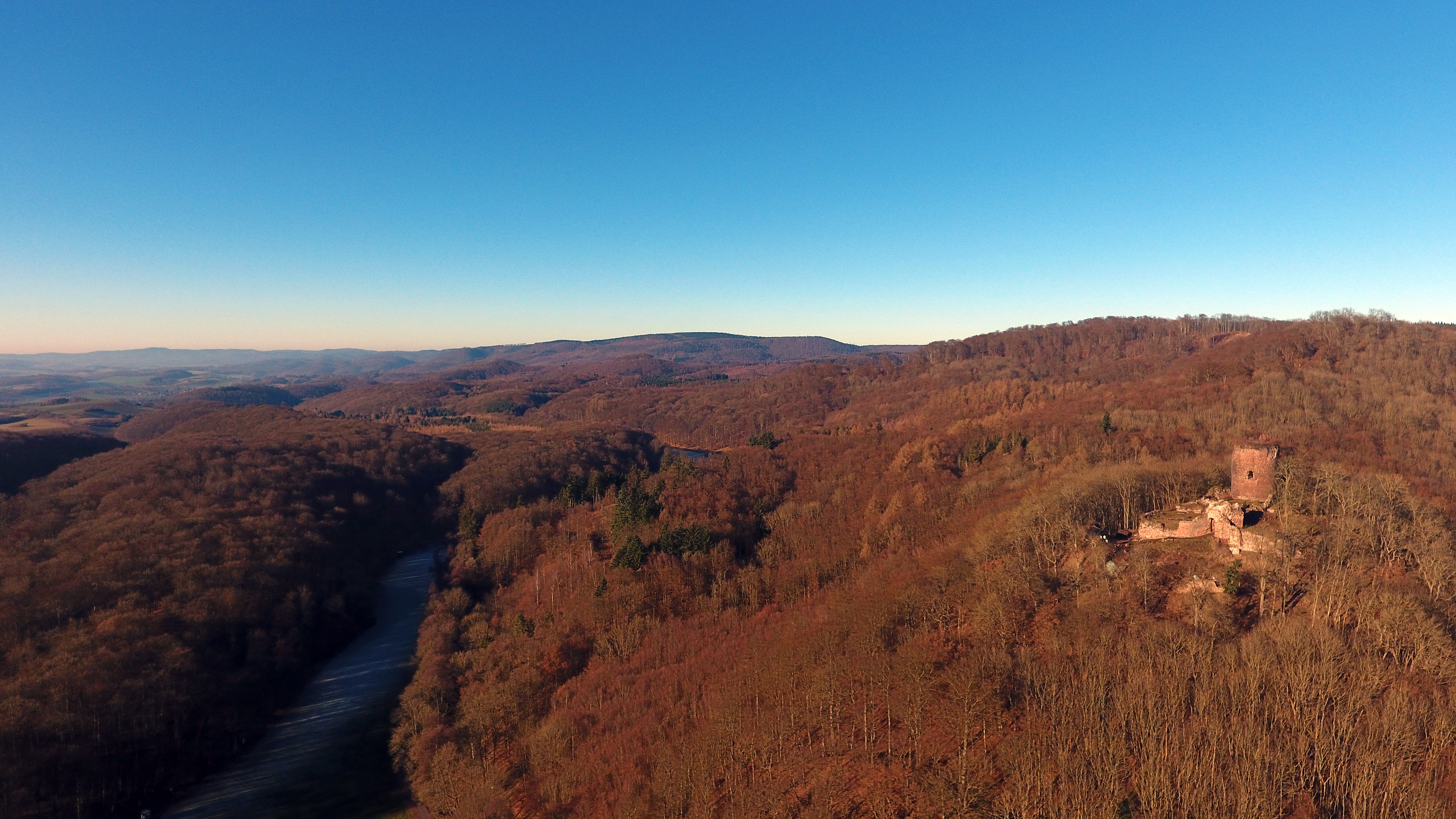
Die Ebersburg im thüringischen Südharz

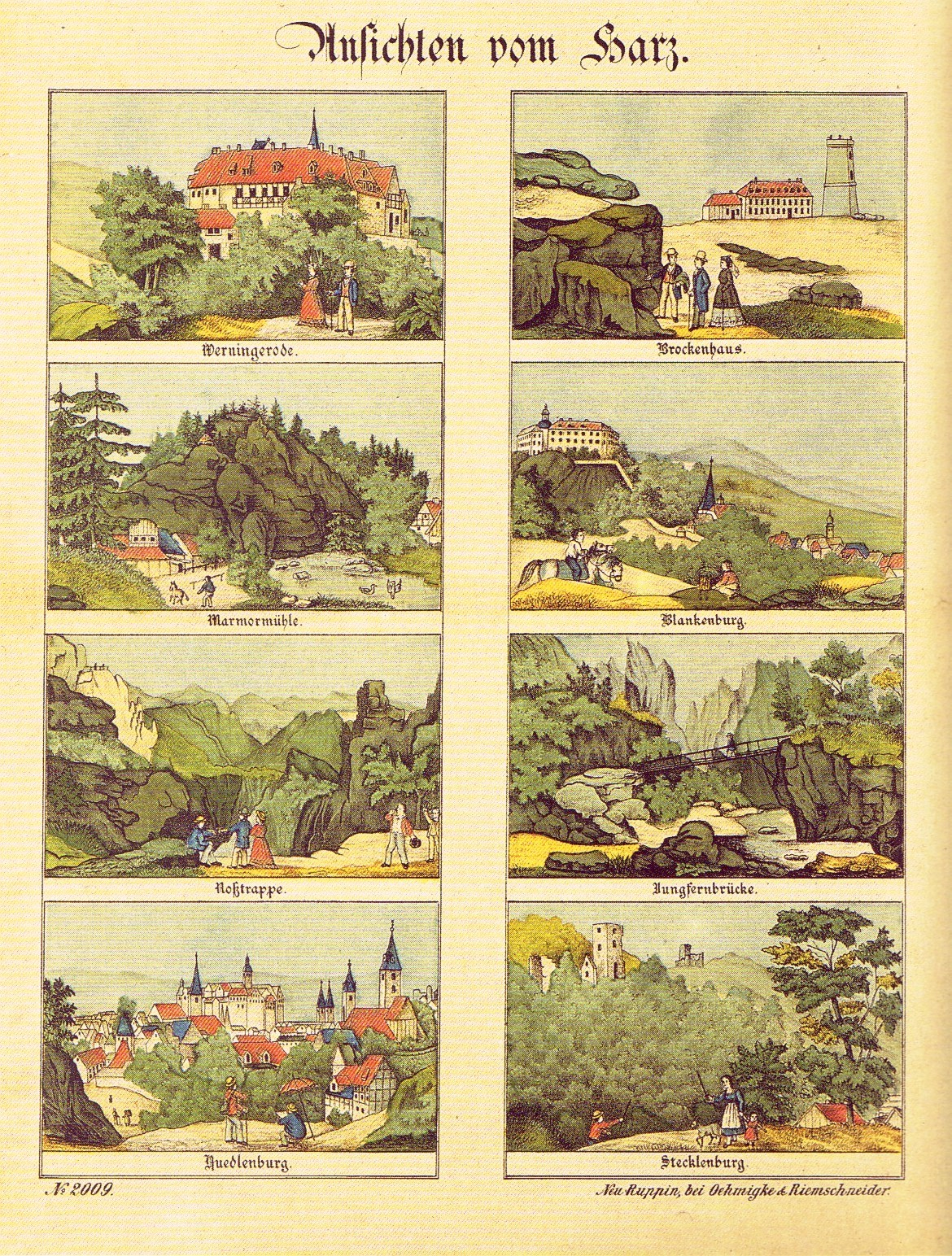
Ansichten vom Harz (1852) auf einem Neuruppiner Bilderbogen

Der Harzgau selbst wird zuerst in einer Urkunde des Kaisers Ludwig des Frommen aus dem Jahre 814, in der hochdeutschen Form Hartingowe, genannt. Nach den Jahrbüchern von Fulda zum Jahre 852 wurde der Harzgau von den Haruden bewohnt und nach ihnen der Harudengau (Harudorum pagus) genannt. Harud, woraus Hard, Hart, Harz wurde, bedeutet Wald, Waldgebirge, und die Haruden sind die An- oder Bewohner des Harud. Tatsächlich handelt es sich bei dieser Zuschreibung um eine gelehrte, aber falsche Etymologie des Rudolf von Fulda.
Jüngeren Ursprungs sind die Siedlungen mit der Namensgebung –rode, die erst seit der Mitte des 9. Jahrhunderts im Harzgau nachweisbar sind. Woher die Gründer dieser Orte kamen, ist nur teilweise bekannt. Der Ort Gernrode etwa - in der ursprünglichen Bezeichnung Geronisroth - wurde vom Markgrafen Gero gegründet.
Karl der Große erklärte den Harz zum Reichsbannwald. Der Sachsenspiegel, das älteste deutsche Rechtsbuch, um 1220/30 wohl auf der Burg Falkenstein im Selketal verfasst, schrieb den Reichsbann später fest: Wer durch den Harzwald ritt, der hatte Bogen und Armbrust zu entspannen und die Hunde anzuleinen – nur gekrönte Häupter durften hier jagen. Der Sachsenspiegel des Eike von Repgow, nach dem über Jahrhunderte deutsches Recht gesprochen wurde, bezeichnet den Harz als Stätte, wo den wilden Tieren Schutz in des Königs Bannforsten gewährt wird; zu den drei beschriebenen Bannforsten im Lande der Sachsen hatte daher nicht jedermann freien Zutritt. Ausgenommen vom Jagdverbot waren Bären, Wölfe und Füchse.
Für ewig hielt dieser Bann allerdings nicht. Bergbau, Hüttenindustrie, Wasserwirtschaft, zunehmende Besiedlung, Rodungen, Vieheintrieb, Landwirtschaft und später der Fremdenverkehr untergruben den kaiserlichen Schutz.
Bereits 1224 erwarben die 1129 in Walkenried eingezogenen Mönche umfangreichen Waldbesitz im Westharz, um das ihnen 1157 von Friedrich Barbarossa zugesprochene Viertel der Rammelsberger Erzausbeute wirtschaftlich zu sichern. Man kann daher bereits zu dieser Zeit von einer Holzverknappung ausgehen. Vom 12. bis zum Ende des 14. Jahrhunderts waren große Teile des Harzes wirtschaftlich vom Zisterzienserkloster Walkenried geprägt. Neben Ackerbau und Fischzucht wurde von dort aus auch der Silberbergbau im Oberharz und in Goslar gesteuert.
Mitte des 14. Jahrhunderts wurden infolge der Mittelalterlichen Pest die Siedlungen im Harz weitgehend entvölkert. Eine organisierte Wiederbesiedlung der Bergbauorte im Oberharz erfolgte erst wieder Anfang/Mitte des 16. Jahrhunderts.
1412 bis 1413 tobte der Fleglerkrieg im Südharz, in dem Teile der Grafschaft Hohnstein verwüstet wurden.

### Neuzeit bis zum Ende des Zweiten Weltkriegs
Von etwa 1527 bis Mitte des 16. Jahrhunderts sind Täufer im Harz bezeugt.
1588 veröffentlichte der Nordhäuser Arzt Johannes Thal mit der Silva hercynia die erste Regionalflora der Welt und beschrieb die floristischen Besonderheiten des Harzes. 1593 starb der letzte Nachkomme der Hohnsteiner, Graf Ernst von Hohnstein. Der Herzog Heinrich Julius von Braunschweig zog die Grafschaft Hohnstein als erloschenes Lehen ein und verlehnte sie an das Fürstentum Braunschweig-Wolfenbüttel, dessen Fürst er selbst war.

#### Dreißigjähriger Krieg und Übernutzung
Im Dreißigjährigen Krieg (1618–1648) verwüsteten und entvölkerten schwedische Söldner große Teile des Harzes. Die Harzschützen leisteten 1624 bis 1627 erbitterten Widerstand. 1668 erließ Rudolf August, Herzog zu Braunschweig und Lüneburg, eine erste Schutzverordnung für die Baumannshöhle. Es heißt in dem herzoglichen Erlass unter anderem, dass diese Höhle jederzeit von allen verständigen Leuten für ein sonderbares Wunderwerk der Natur gehalten worden sei. In demselben dürfe nichts verdorben oder vernichtet werden, auch dürfe kein fremdes loses Gesindel unangemeldet hineingelassen werden. Ein ansässiger Bergmann wurde mit der Aufsicht über das Naturdenkmal betraut. Bis zum Erlass dieser Schutzverordnung hatte es nur Waldschutzverordnungen gegeben, die aus rein praktischen Erwägungen heraus von den Fürsten verkündet worden waren. Die Höhlenverordnung von 1668 berücksichtigte erstmals ethisch-ästhetische Gesichtspunkte; 1668 war das Geburtsjahr des klassischen, konservierenden Naturschutzes im Harz. Ausgelöst worden war die Verordnung durch vorhergehende, schwere Zerstörungen des Höhleninventars durch Rowdys.
1705 wurde der letzte Harzer Bär am Brocken erlegt.
Der ständig zunehmende Holzbedarf der Gruben und Hütten führte zur Übernutzung der Wälder und ab 1700 zur regelrechten Waldzerstörung. Allein 30.000 Meilerplätze soll es im Harz gegeben haben. 1707 verbot eine Verordnung des Grafen Ernst zu Stolberg den Brockenführern, Fremde oder Einheimische ohne besondere Erlaubnis auf den Brocken zu führen; das Feuermachen wurde untersagt. Erste Waldschutzbemühungen im Harz rankten sich von Anfang an um den Brocken und sind auf Graf Christian Ernst aus dem Hause Stolberg zurückzuführen. Er ließ 1736 auch das „Wolkenhäuschen“ auf dem Brocken errichten.
Johann Wolfgang von Goethe besuchte als junger Mann mehrmals den Harz und hatte dort nachhaltige Erlebnisse. Dazu gehören seine Wanderungen auf den Brocken sowie der Besuch des Bergwerkes im Rammelsberg. Später flossen seine Beobachtungen der Gesteine am Brocken in seine geologischen Forschungen ein. Mit dem ersten Besuch des Harzes wurde bei ihm ein starkes Interesse an den Naturwissenschaften geweckt (siehe Goethe: Dichtung und Wahrheit). 1777 bestieg Goethe, von Torfhaus kommend, den Brocken. Zu dieser Zeit gab es auf dem Brocken noch keinen Massentourismus; für das Jahr 1779 sind nur 421 Wanderer belegt. Goethe beschrieb seine Gefühle auf dem Gipfel später wie folgt: So einsam, sage ich zu mir selber, indem ich diesen Gipfel hinabsehe, wird es dem Menschen zumute, der nur den ältesten, ersten, tiefsten Gefühlen der Wahrheit seine Seele öffnen will. Mit seinem Faust I und seiner Ballade Die erste Walpurgisnacht trug Goethe später wesentlich zur Verbreitung des Blocksberg-Mythos bei.
Für die deutschen Romantiker bildete der Harz eine heimatliche Sehnsuchtslandschaft, ebenso ursprünglich wie sagenumwoben. Verschiedene Reiseberichte und Gedichte, etwa von Novalis, Ernst Schulze und Adelbert von Chamisso, geben Zeugnis von dem verklärenden Blick der Romantiker auf das „Muttergebürg, welchem die andere Schar wie das Laub entspross“ (Novalis). Bekannt ist besonders der Reisebericht Die Harzreise von Heinrich Heine.
Am 23. März 1798 wurde der letzte Wolf des Harzes – vor dem Wiedereinzug 2023 – bei der Plessenburg erlegt. Das gräfliche Logierhaus auf der Heinrichshöhe war zu klein geworden und litt unter Überbelegung; 1799 brannte es ab. 1800 wurde daher ein neues Gasthaus auf dem Brocken errichtet.
Um 1800 waren weite Teile des Harzes entwaldet. Die in der Folge des Bergbaus entstandenen, wenig widerstandsfähigen Fichtenmonokulturen des Oberharzes wurden durch Borkenkäferkalamitäten und ein orkanartiges Unwetter im November 1800 großenteils zu Boden gelegt. Diese größte bekannt gewordene Käferkalamität im Harz wurde die „Große Wurmtrocknis“ genannt – sie vernichtete 30.000 ha Fichtenwald und dauerte etwa 20 Jahre an. Die Wiederaufforstung geschah größtenteils mit Fichte. Ständige Borkenkäferprobleme und Sturmkatastrophen waren die negativen Begleiterscheinungen der Fichtenwirtschaft des Harzer Bergbaus.
1818 erlegte der reitende Förster Spellerberg aus Lautenthal am Teufelsberge den vorerst letzten Eurasischen Luchs (Lynx lynx) des Harzes.

#### Naturschutz
Zu Beginn des 19. Jahrhunderts, mit der zunehmenden Umgestaltung der Naturlandschaft durch den wirtschaftenden Menschen, und nach der Ausrottung der großen Säugetiere Braunbär, Wolf und Luchs, wurde man sich der Gefährdung der Natur bewusster. 1852 stellte der Landrat von Quedlinburg die Teufelsmauer bei Thale „als einen Gegenstand der Volkssage und eine als seltene Naturmerkwürdigkeit berühmte Felsgruppe“ unter Schutz, da die Bewohner der benachbarten Gemeinden die Felsen als Steinbruch benutzten. Diese Schutzanordnung blieb allen Widersprüchen der benachbarten Gemeinden zum Trotz bestehen. Ein hochwertiges Naturdenkmal blieb so vor der Zerstörung bewahrt. Hierbei wurden von der Behörde ausdrücklich romantische Motive für die Sicherstellung geltend gemacht.
1890 legte Albert Peter den Brockengarten an. Es handelte sich damals um den ersten Alpenpflanzengarten auf deutschem Boden; der Brockengarten war in seiner wissenschaftlichen Konzeption und Aufgabenstellung die erste Einrichtung dieser Art weltweit. 1899 erfolgte die Inbetriebnahme der Brockenbahn, gegen die es schon damals starke Bedenken der Naturschützer gab. So wollte der Botaniker Bley Züge auf den Brocken verhindern, da die Brockenflora bedroht war.
1907 stieß Hermann Löns angesichts des anlaufenden Massentourismus auf dem Brocken seinen bekannten Stoßseufzer „Mehr Schutz für den Brocken“ aus. 1912 forderte Löns in der Broschüre Der Harzer Heimatspark, ohne ihn so zu nennen, die Einrichtung eines Harzer Nationalparks. Der Harz spielte eine besondere Rolle im Leben des bekannten Heimatdichters, Naturforschers und Heimatfreundes, sicherlich nicht zuletzt wegen seiner zweiten, aus Barbis im Südharz stammenden Frau Lisa Hausmann.
Um 1920 starb die Harzer Auerhuhnpopulation aus. 1926 schrieb der Wernigeröder Rektor W. Voigt im bekannten „Brockenbuch“: In Amerika ist es längst eine Sache des Volkes geworden, der heimischen urwüchsigen Natur in Nationalparks eine geheiligte Zufluchtstätte zu schaffen. Nord- und Süddeutschland haben ihren Heide- und Alpenpark. Möge es nun auch in Mitteldeutschland den gemeinsamen Bemühungen der Fürstlichen Verwaltung und der Landjägerei, des Wernigeröder Naturschutzvereins und einzelner Brockenfreunde gelingen, durch liebevolle Pflege und Aufklärung in weitesten Kreisen, auch den Brocken zu einem kleinen, aber einzigartigen Naturschutzgebiet des deutschen Volkes zu machen und als solches zu erhalten.
In den 1930er Jahren wurden die Nationalparkplanungen in Deutschland wieder konkret; es existierten belegbare Pläne für die Nationalparks Lüneburger Heide, Bayerisch-Böhmischer Wald, Hohe Tauern, Höllengebirge, Neusiedler See und Kurische Nehrung. Der Zweite Weltkrieg verhinderte den Fortgang dieser Nationalparkpläne, doch es kam 1937 noch zur Ausweisung des „Naturschutzgebietes Oberharz“.
In der Zeit des Nationalsozialismus wurde der Harz zu einem wichtigen Standort der Rüstungsindustrie. Zahlreiche kriegswichtige Betriebe waren hier angesiedelt, die mit dem näherrückenden Ende des Zweiten Weltkriegs immer mehr Zwangsarbeiter beschäftigten. Der Harz war daher in dieser Zeit Standort von mehreren hundert Zwangsarbeiter- und Konzentrationslagern. Bekannt wurde das KZ Mittelbau-Dora bei Nordhausen im Südharz.

#### NS-Zeit
Der Harzer Tourismusverband war in der NS-Zeit nationalsozialistisch eingestellt und nach dem Führerprinzip organisiert durch Dietrich Klagges, zugleich Ministerpräsident des Freistaates Braunschweig und ab 1942 SS-Obergruppenführer. Klagges befahl bereits mit Erlass vom 8. August 1936, Jüdinnen und Juden aus dem Harz zu vertreiben. Binnen einer Woche sollten die örtlichen NSDAP-Chefs und die Leiter der Kurverwaltungen ihnen jede Bewegungsfreiheit in den Kurorten nehmen.
Das NS-Regime errichtete im Harz Munitionsfabriken und KZ-Außenlager. Die unterirdisch am Südhang des Harzes bei Kohnstein ab 1943 gebaute Mittelwerk GmbH im heutigen Thüringen, war die damals weltweit größte unterirdische Rüstungsfabrik für den Raketenbau. Sie griff überwiegend auf KZ-Häftlinge aus dem Buchenwalder KZ-Außenlager Dora zurück, das ab Ende August 1943 vor Ort bestand und zusammen mit weiteren Außenlagern im Oktober 1944 als KZ Mittelbau verselbstständigt wurde.  Bis zu 34.000 Häftlinge mussten im Berg unter grausamen Bedingungen arbeiten, davon starben nach Expertenschätzungen ca. 20.000 Häftlinge.
Im Raum Nordhausen, inklusive Bleicherode und Ellrich, gab es mehr als 60 Rüstungsbetriebe. Aus dem Munitionswerk „Werk Kiefer“ bei Herzberg am Harz im Siebertal sickern nach Angaben des Goslarer Geologen Friedhart Knolle bis heute Giftstoffe aus der Sprengstoff-Abfüllung ins Grundwasser, ebenso wie aus der TNT-Produktionsstätte „Werk Tanne“ in Clausthal-Zellerfeld. Um 1942 schufteten dort rund 2.500 Menschen, unter ihnen Kriegsgefangene und Zwangsarbeiter, die die Sprengkörper mit dem hochgiftigen TNT befüllen mussten.
Am 8. April 1945 erklärte das Oberkommando der Wehrmacht den Harz angeblich zur „Festung“ und rief zur Verteidigung Mitteldeutschlands vor den West-Alliierten auf. Das Hauptquartier der „Harzfestung“ lag bei Blankenburg. Zuvor wurde im westlichen Harzvorland aus allen noch verfügbaren Einheiten das Armeeoberkommando 11 mit etwa 60.000 Mann unter dem stellvertretenden Oberbefehl von Otto Hitzfeld neu gegründet. Der Oberbefehl ging wenige Tage später an General Walther Lucht über. Als der Generalstab der 11. Armee im Kloster Michaelstein bei Blankenburg in Gefangenschaft ging, hatten die US-Einheiten etwa 75 % des Harzgebietes erobert; am 11. April 1945 besetzte die First United States Army kampflos Nordhausen im Südharz und am 14. April 1945 Halberstadt im nördlichen Harzvorland. Am 20. April 1945 erfolgte gegen Widerstand die Besetzung des Brocken-Plateaus. Am 23. April 1945 wurde General Lucht gefangen genommen und 50.000 deutsche Soldaten gingen in Kriegsgefangenschaft. Tatsächlich war der Harz zum Ende des Zweiten Weltkrieges keine militärisch ernstzunehmende Festung. Die West-Alliierten umgingen den Harz relativ mühelos auf ihrem Weg in Richtung Elbe und die Verzögerung des Vormarsches fiel gering aus.

### Ehemalige innerdeutsche Grenze
Zunächst von amerikanischen Truppen befreit, wurden im Zuge der Verhandlungen auf der Potsdamer Konferenz und der Neuordnung Deutschlands die beiden östlichen Drittel des Harzes und der Brocken im Juli 1945 von sowjetischen Truppen besetzt.
Durch das westliche Drittel des Harzes verlief von 1949 bis 1990 die Innerdeutsche Grenze. Das Brockenplateau und weitere grenznahe Harz-Gipfel waren militärisches Sperrgebiet, in das erstmals wieder am 3. Dezember 1989 demonstrierende Wanderer kamen. Der Tourismus zum Brocken ist seitdem sehr intensiv geworden – eine Million Menschen besuchen jährlich die Brockenkuppe. Das ehemalige Sperrgebiet weist heute zahlreiche schutzwürdige Lebensräume auf, so dass es als Teilstück des Grünen Bandes Deutschland entwickelt wird und gleichzeitig einen Abschnitt des Harzer Grenzwegs bildet.

## Wirtschaft und Infrastruktur

### Historischer Bergbau

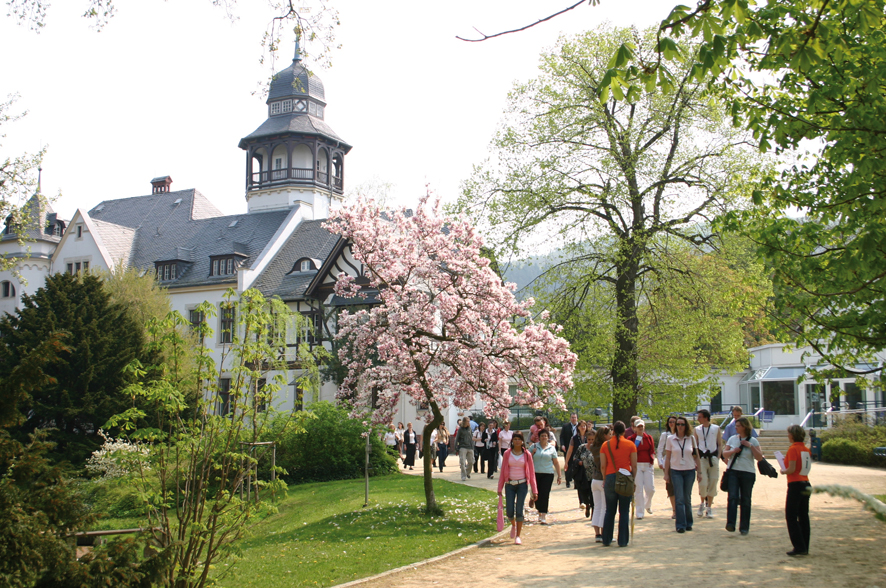
Die Rektoratsvilla auf dem Wernigeröder Hochschulcampus

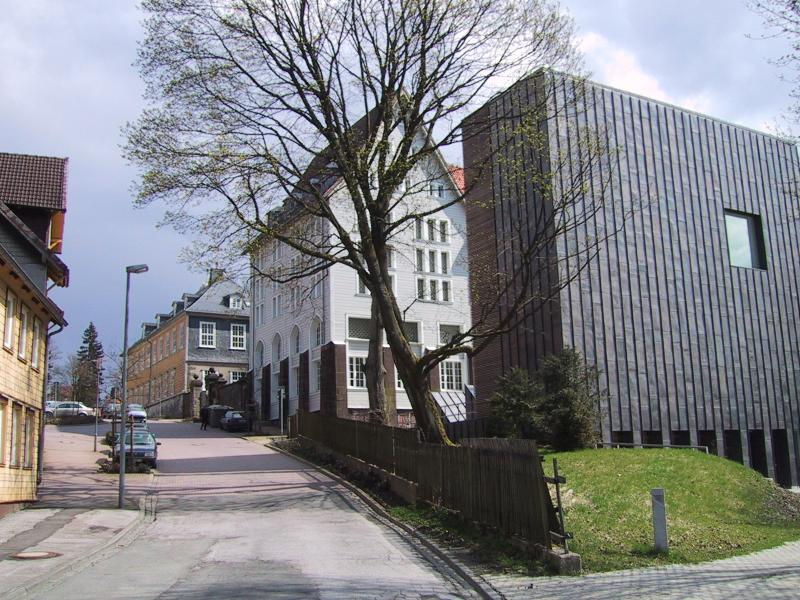
Niedersächsisches Bergarchiv in Clausthal-Zellerfeld

Der Bergbau im Harz begann vor 3000 Jahren in der Bronzezeit. Dem Oberharzer Bergbau und dem Hüttenwesen verdanken die sieben Oberharzer Bergstädte (Clausthal, Zellerfeld, Bad Grund, Sankt Andreasberg, Lautenthal, Altenau und Wildemann) und rund 30 weitere Ortschaften im Harzinnern und am Harzrand ihre Blüte. Auch die ehemalige Reichsstadt Goslar, deren Glanz von den Erzschätzen des Rammelsberges abhing, förderte über mehrere Jahrhunderte silberhaltige Bleierze. Der Bergbau bestimmte maßgeblich das Harzer Wirtschaftsleben und sein Landschaftsbild. Die Bergleute schufen das berühmte technische System der Oberharzer Wasserwirtschaft, das Oberharzer Wasserregal, von dem noch 70 km Wassergräben und 68 Stauteiche (mit 8 Millionen Kubikmeter Inhalt) genutzt werden. Ohne deren Wasserkraft hätte der Silberbergbau niemals seine hohe wirtschaftliche Bedeutung erlangen können.
Der Bergbau im Unterharz gilt als der älteste Abbau von Bodenschätzen im Harz. Auf Grund der geringeren Vorkommen und der langen territorialen Zersplitterung sowie der teils gegen den Bergbau gerichteten Interessen der stolbergischen Grafen erlangte der Bergbau nicht die gleiche Bedeutung wie im Oberharz. Der Bergbau konzentrierte sich dabei vor allem auf Elbingerode, Straßberg, Neudorf und Silberhütte. Dennoch prägte der Erz- und Flussspatabbau nachhaltig die Landschaft im gesamten Unterharz.
Im östlichen Harzvorland (Mansfelder Land und Sangerhäuser Mulde) wurde bis 1990 Kupferschieferbergbau betrieben. Dessen Anfänge wurden zwar erst urkundlich um 1199 erwähnt, begannen aber wohl nach neuesten Forschungen auch schon in der Bronzezeit. Er zählte in seiner Blütezeit, Ende des 15. Jahrhunderts, zu den bedeutendsten Europas. Weiterhin befindet sich in Ilfeld das ehemalige Bergwerk Rabensteiner Stollen, das einzige Steinkohlebergwerk im Harz. Im Nordthüringer Revier gab es zahlreiche Kalibergwerke, in der Nähe von Röblingen wurden durch einen Montanbetrieb geologische Wachse abgebaut.
Das letzte Bergwerk im Harz – die Grube „Wolkenhügel“ bei Bad Lauterberg – stellte im Juni 2007 die Förderung wegen Unwirtschaftlichkeit ein. Zuletzt arbeiteten dort 14, von vormals 1000 Mitarbeitern, die mit modernster Technik den Schwerspat zu Tage förderten. Mit der Stilllegung dieser Anlage fand der schon im Mittelalter und seit dem 16. Jahrhundert ununterbrochen betriebene Bergbau auf Silber, Blei und Zink sein Ende. Davon zeugen die Kulturdenkmale und die negativen Folgewirkungen des Bergbaus für die Umwelt wie die Schwermetallbelastungen der Ökosysteme.

### Gegenwärtige Wirtschaft

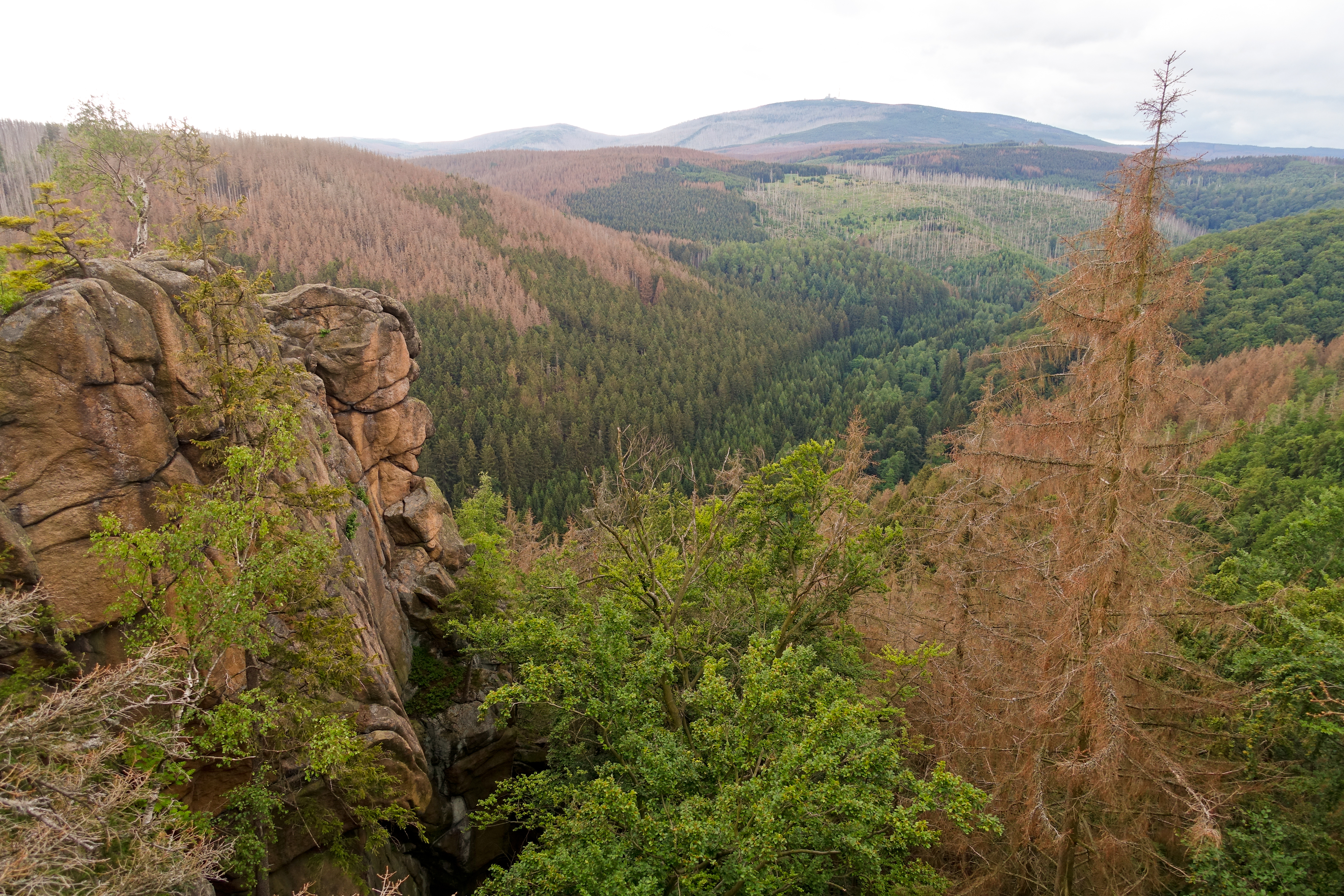
Waldschäden an Rabenklippe, 2020

Der in vergangenen Jahrhunderten im Harz blühende Bergbau – besonders nach Silber, Eisen, Kupfer, Blei und Zink – ist stark zurückgegangen. Geblieben sind jedoch die zum Teil stark schwermetallhaltigen Rückstände in den Böden des Oberharzes, die heute ein großes Umweltrisiko darstellen.
Bedeutend ist auch heute noch die Kupferverarbeitung im Gebiet von Mansfeld. Letzte Schwerpunkte des Bergbaus waren der Rammelsberg bei Goslar (stillgelegt 1988) und die Grube Hilfe Gottes bei Bad Grund (stillgelegt 1992). In Bad Lauterberg wurde bis Juli 2007 auf der Grube Wolkenhügel als letztem Bergwerk des gesamten Harzes Schwerspat gewonnen, der heute in erster Linie in der Farbherstellung und dem Schallschutz Verwendung findet. Darüber hinaus werden in zahlreichen Steinbrüchen Massenrohstoffe abgebaut, Diabas, Dolomit, Gabbro, Gips und Grauwacke. Kalkstein wird bei Bad Grund (Winterberg) und rund um Elbingerode in den drei großen Tagebauen (Werk Rübeland, Werk Kaltes Tal und Werk Hornberg) abgebaut. Ein wichtiger Arbeitgeber im Oberharz ist die TU Clausthal. Neben den klassischen Fächern Aufbereitung, Bergbau, Geologie und Metallurgie werden hier viele ingenieur- und naturwissenschaftliche Fächer sowie Betriebswirtschaftslehre unterrichtet und beforscht.

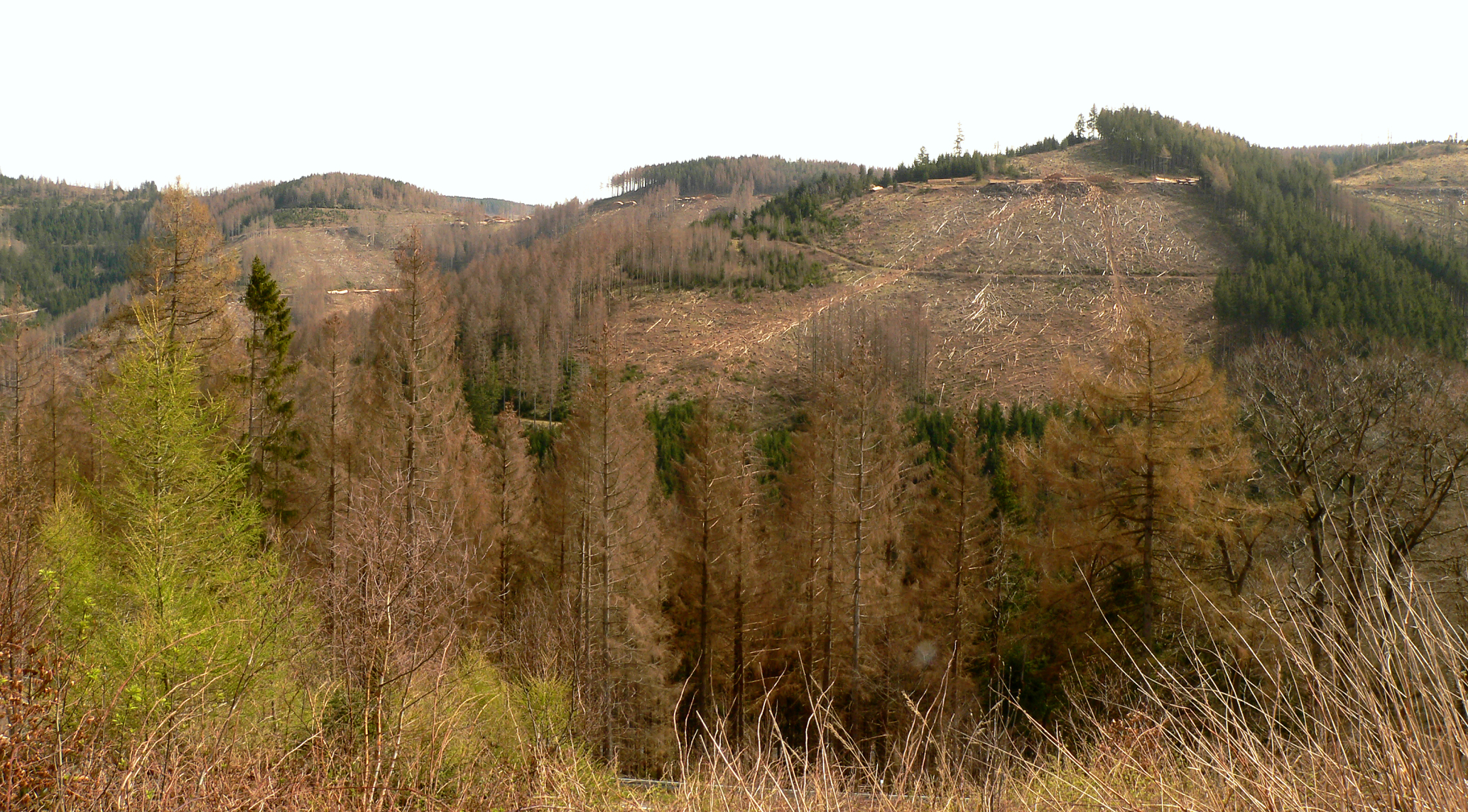
Großflächiger Holzeinschlag nach Waldschäden südlich von Goslar, 2022

Aufgrund der Wälder des Harzes spielt die Forstwirtschaft eine wirtschaftliche Rolle sowie die dazugehörende verarbeitende Industrie.

### Verkehrserschließung

#### Eisenbahnen

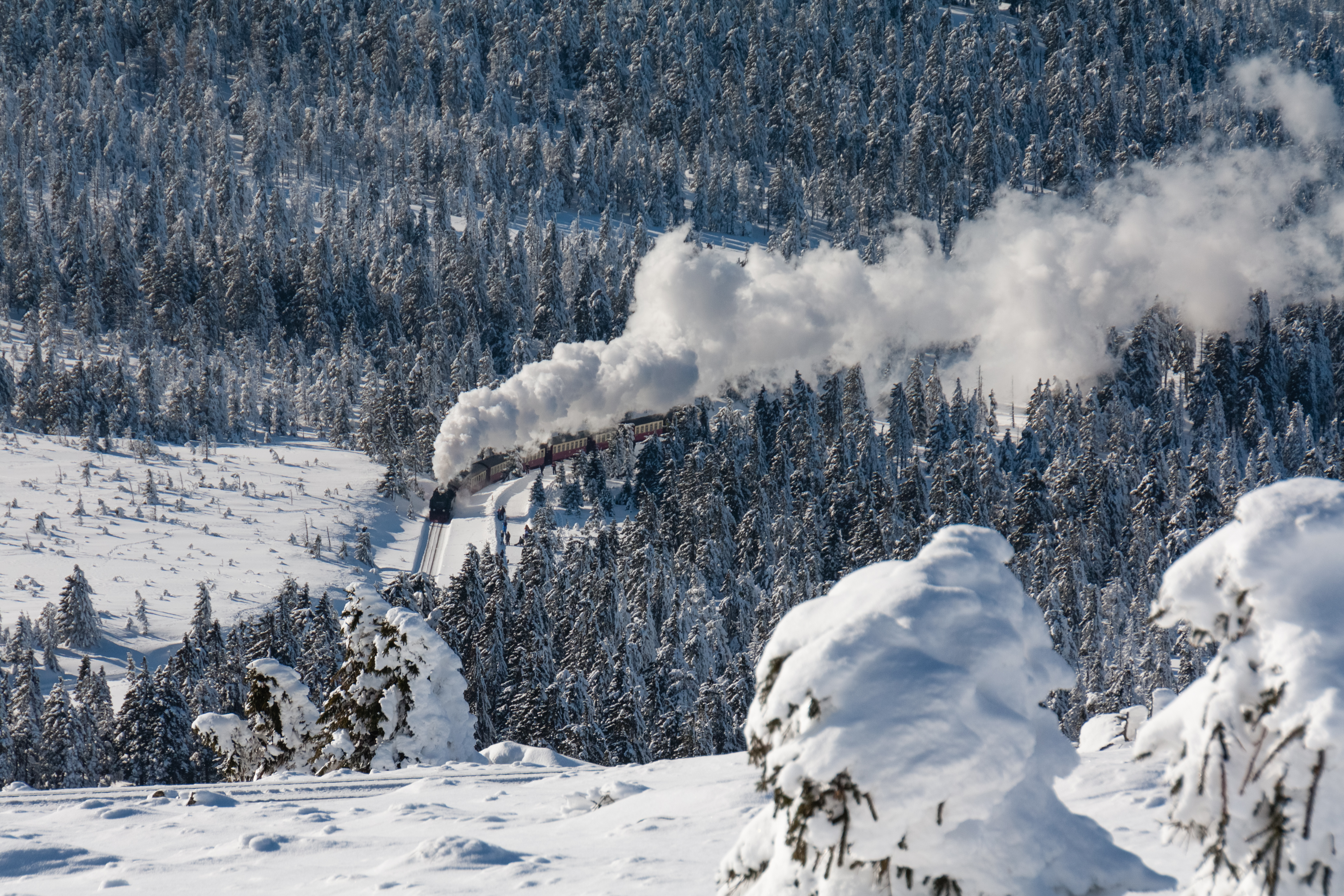
HSB-Dampfzug auf dem Weg zum Brocken

Der Harz wird heute nur noch durch die Harzer Schmalspurbahnen (HSB) erschlossen. Sie verbindet Wernigerode, Nordhausen, Quedlinburg und den Brocken miteinander. Bis zur Befestigung der innerdeutschen Grenze gab es zudem das Netz der Südharz-Eisenbahn-Gesellschaft nach Braunlage. Eine Reihe von Stichstrecken führten und führen zum Teil noch heute in den Harz, derzeit sind mit regelmäßigem Personenverkehr die Verbindungen Halberstadt–Blankenburg, Magdeburg–Thale und Klostermansfeld–Wippra. Alle in Niedersachsen liegenden Stichbahnen (Innerstetalbahn, Odertalbahn) sowie in Sachsen-Anhalt die Bahnstrecke Berga-Kelbra–Stolberg (Harz) sind aufgegeben worden. Die Rübelandbahn dient derzeit nur dem Güter- und gelegentlichem Museumseisenbahnverkehr.
Der Harz ist (vom Norden im Uhrzeigersinn) von den Strecken Ilsenburg–Vienenburg, Heudeber-Danstedt–Bad Harzburg (heute bis Ilsenburg), Halle–Vienenburg (heute bis Heudeber-Danstedt), Halle–Halberstadt, Berlin-Blankenheim, Halle–Kassel, Northeim–Nordhausen, Herzberg–Seesen, Neuekrug-Hahausen–Goslar und Vienenburg–Goslar umgeben.
Neben den hier verkehrenden Regionalzügen ist der Harz im Fernverkehr wie folgt angebunden:
- Harz-Berlin-Express, der freitags, samstags und sonntags zwischen Berlin–Potsdam–Magdeburg–Halberstadt (Zugteilung)–Quedlinburg–Thale bzw. –Wernigerode–Goslar verkehrt.

#### Straßen

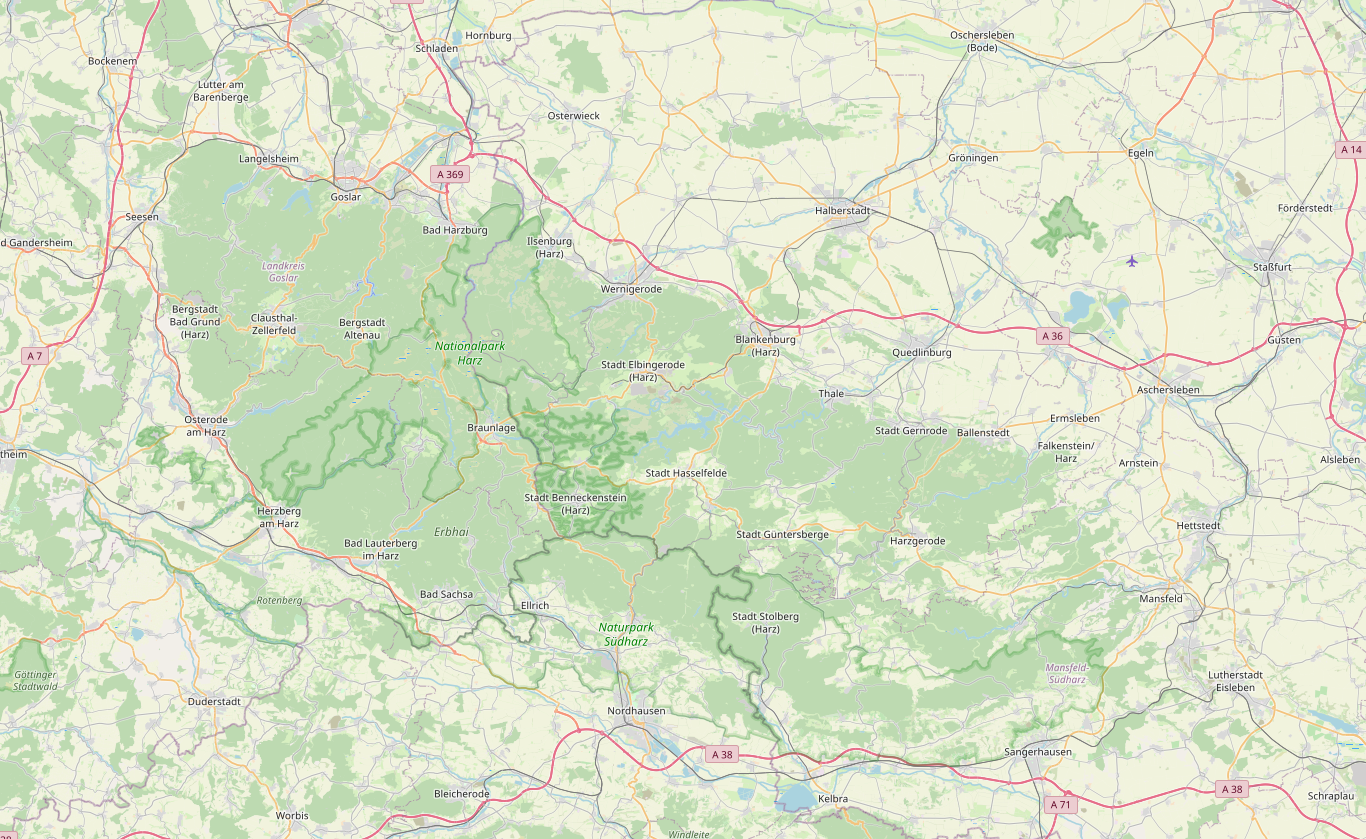
Straßenkarte vom Harz und Harzvorland

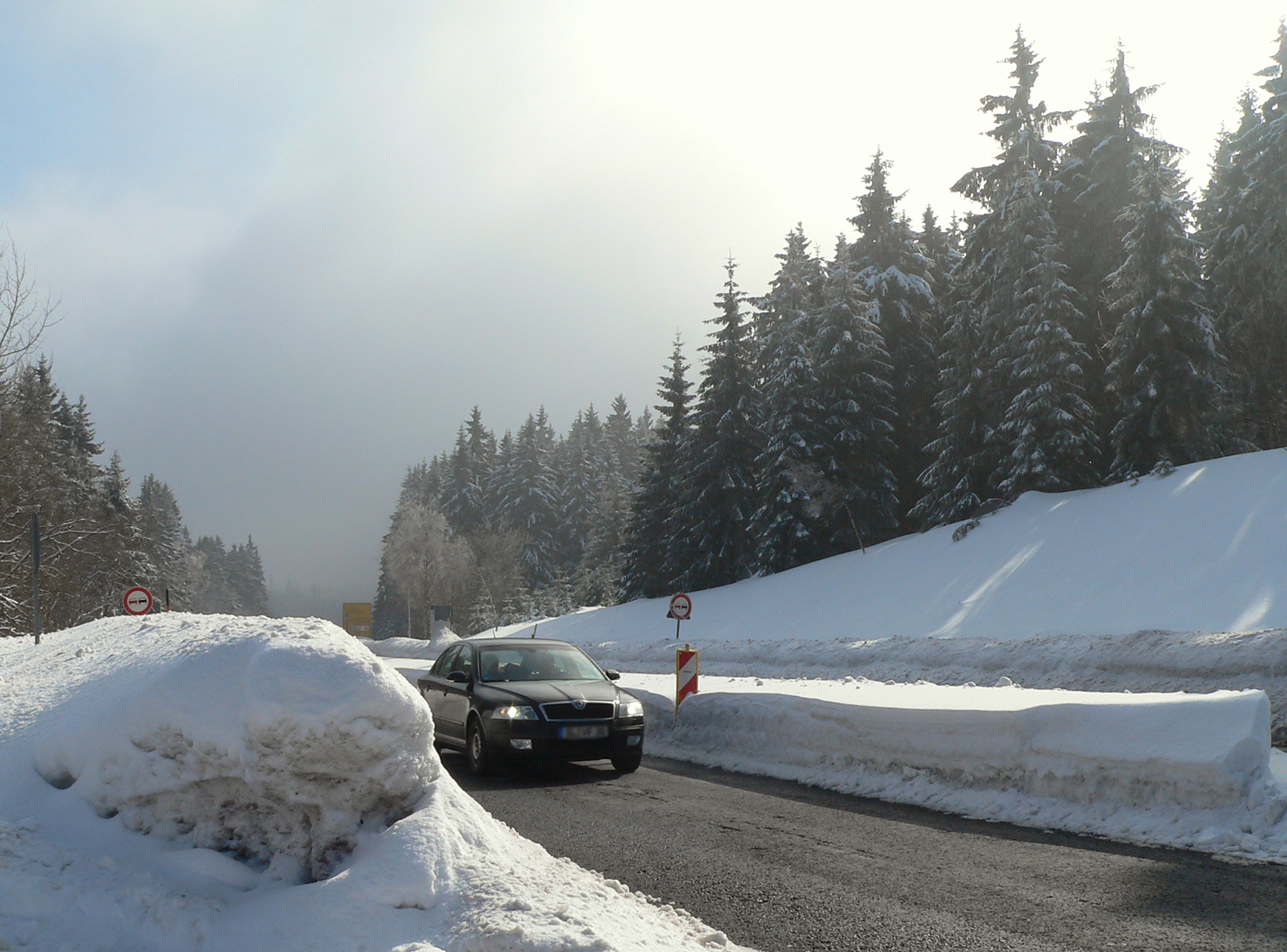
Harzhochstraße B 4/B 242, Höhe Braunlage

Der Harz wird im Westen von der A 7 und im Süden von der A 38 (Südharzautobahn) gestreift. Nicht weit entfernt liegt im Osten die A 14. Entlang des Südwestharzrandes verläuft eine vierspurige und autobahnähnliche Schnellstraße (B 243) von Seesen über Osterode am Harz bis Nüxei bei Bad Sachsa. Besonders das nördliche Harzvorland profitiert durch die A 36 (Nordharzautobahn). Die B 4 ist teils autobahnähnlich (von A 369 und B 6, nördlich Bad Harzburg bis südlich Bad Harzburg sowie Königskrug bis südlich Braunlage) oder vierspurig (von A 369/B 6 bis Torfhaus) ausgebaut. Sie überquert den Harz von Bad Harzburg auf der Nord-Süd-Achse über Torfhaus und Braunlage bis nach Ilfeld und Nordhausen am Südharzrand. Auch der übrige Harz ist mit Bundesstraßen gut erschlossen. Von Bedeutung sind besonders die Harzhochstraße (B 242), die den gesamten Harz in West-Ost-Richtung (von Seesen bis Mansfeld) quert, sowie die B 241, die von Goslar im Norden einmal über den Oberharz und Clausthal-Zellerfeld bis nach Osterode am Harz im Süden führt (siehe auch: Alte Harzstraße), genau wie die B 498.

### Hochschulen
Die heutige Technische Universität Clausthal (TUC) in Clausthal-Zellerfeld ist national wie international eine renommierte technische Universität. Sie ist ein Zentrum naturwissenschaftlicher und ingenieurtechnischer Ausbildung und Forschung mit den Schwerpunkten Energie und Rohstoffe. Die Ursprünge der 1775 gegründeten TUC liegen im Bergbau, namentlich in der Clausthaler Berg- und Hüttenschule.
Die Hochschule Harz verfügt über zwei Standorte. In Wernigerode befinden sich die Fachbereiche Automatisierung und Informatik sowie Wirtschaftswissenschaften, in Halberstadt der Fachbereich Verwaltungswissenschaften. Momentan verzeichnet die junge Hochschule 3.300 angehende Akademiker. Das Profil der Hochschule Harz ist geprägt durch innovative, international ausgerichtete Lehrinhalte und Kooperationen mit Partnerhochschulen weltweit.
In Nordhausen befindet sich die Fachhochschule Nordhausen.

## Tourismus
Der Fremdenverkehr stellt im Harz einen bedeutsamen Erwerbszweig dar. Es gibt viele Kurorte und nahezu jeder Ort im Harz und Harzvorland ist touristisch geprägt. Bekannte Ziele sind der Nationalpark Harz mit Brocken und die historischen Städte am Harzrand. Übernachtungsstärkste Stadt des Harzes ist Wernigerode; danach folgt Braunlage. Konzepte wie die Westernstadt Pullman City Harz oder die Rockopern Faust I und Faust II auf dem Brocken sollen vor allem auswärtige Touristen ansprechend unterhalten. Zuständig für die touristische Vermarktung des gesamten Harzes ist der Harzer Tourismusverband (HTV), die meisten Kommunen betreiben zusätzlich örtliche Kurbetriebsgesellschaften.

### Wintersport

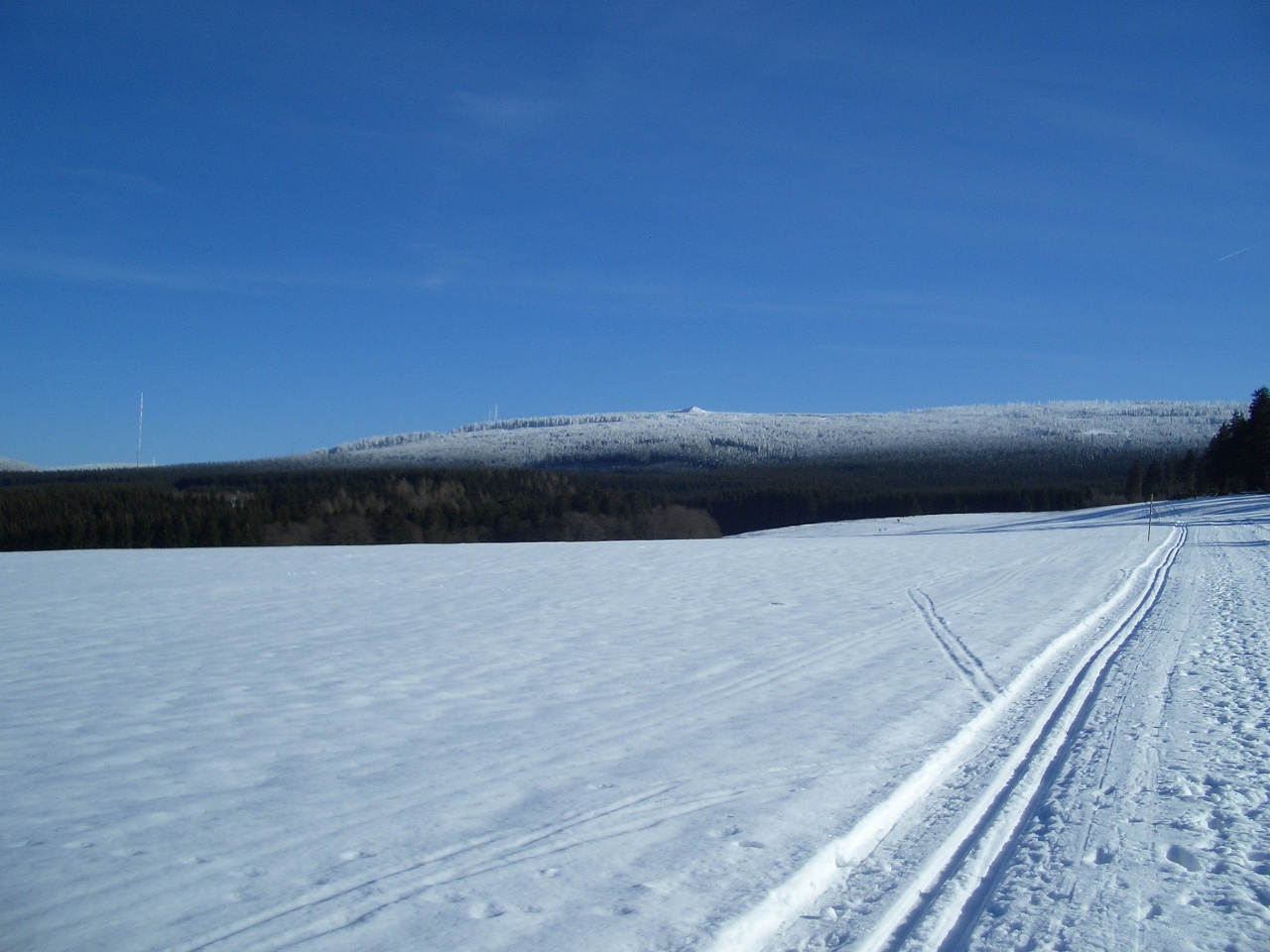
Blick auf den Oberharz

Auch wenn der Harz für den Wintersport nicht die Bedeutung anderer deutscher Mittelgebirge – wie Rothaargebirge, Thüringer Wald, Erzgebirge und Schwarzwald – oder gar der Alpen erreicht, gibt es etliche Wintersportstätten und -orte. Zu nennen sind hier vor allem die Orte Altenau mit Ortsteil Torfhaus, Benneckenstein, Braunlage (mit Ortsteil Hohegeiß), Goslar-Hahnenklee-Bockswiese, Hasselfelde, Sankt Andreasberg (mit den Ortsteilen Sonnenberg und Oderbrück) und Schierke. Neben den alpinen Skisport am Bocksberg, Matthias-Schmidt-Berg, Ravensberg, Sonnenberg, Großen Wiesenberg und Wurmberg sowie an vielen anderen kleineren Skigebieten und -hängen hat wegen der Höhenlagen und der Länge der Strecken auch der nordische Skisport eine große Bedeutung. Internationale Wintersport-Wettbewerbe finden in der Biathlonanlage am Sonnenberg statt; früher gab es solche auch auf der Wurmbergschanze (2014 abgerissen) bei Braunlage.
Erwähnenswert sind die zahlreichen Loipen im Harz. Ihre Qualität und Ausstattung werden von den Grundeigentümern, in Teilen des Nationalpark Harz, und auch einzelnen Kommunen und Fördervereinen gewährleistet. Bekannt wurde der Förderverein Loipenverbund Harz e. V. Er wurde 1996 auf Initiative des Nationalparks Harz von Harzer Wintersportgemeinden, den Seilbahn- und Liftbetrieben sowie Hotels und Verkehrsunternehmen gegründet. Der Verein verfolgt das Ziel, den nordischen Skitourismus im Harz zu fördern und die Belange des Naturschutzes zu berücksichtigen.
Im Oberharz befinden sich das Landesleistungszentrum Biathlon im Zellerfelder Tal mit Skirollerstrecke und einer Biathlon-Schießanlage sowie das Landesleistungszentrum Sonnenberg nahe Sankt Andreasberg. Hinzu kommt die Erhebung zum Bundesleistungszentrum Nachwuchsleistungssport im Jahr 2010. Dank der realisierten Beschneiungsanlage wurden seit der Saison 2009/2010 wettkampfgerechte und schneesichere Sportstätten sowohl für Langlauf- als auch Biathlonwettkämpfe und Trainingszwecke gewährleistet. Bekannte Harzer Biathleten sind unter anderem Arnd Peiffer, Franziska Hildebrand und Daniel Böhm. Im Rahmen seines Nachwuchsförderkonzeptes hat der Niedersächsische Skiverband e. V. zur Entwicklung des Biathlonsports 1998 ein spezielles Skiinternat in Clausthal-Zellerfeld errichtet und verschiedene Kooperationen mit den ortsansässigen Schulen eingegangen.
Den Bergrettungsdienst in den Loipen, auf den Rodelhängen, Wanderwegen und Alpin-Skipisten, sowie im unwegsamen Gelände gewährleistet die Bergwacht Harz.
Auch wird im Harz seit vielen Jahrzehnten Eishockey gespielt. Am Spielbetrieb nehmen heutzutage noch die Harzer Falken teil, die ihre Spiele im Wurmbergstadion in Braunlage austragen. Nach dem Abriss des Eisstadions in Altenau trug auch der ehemalige EHC Osterode seine Spiele im Wurmbergstadion aus. Nach der Neugestaltung der Schierker Feuerstein Arena (ehemalige Natureisfläche) fand dort u. a. die Deutsche Pondhockey Meisterschaft statt.

### Sport im Sommer

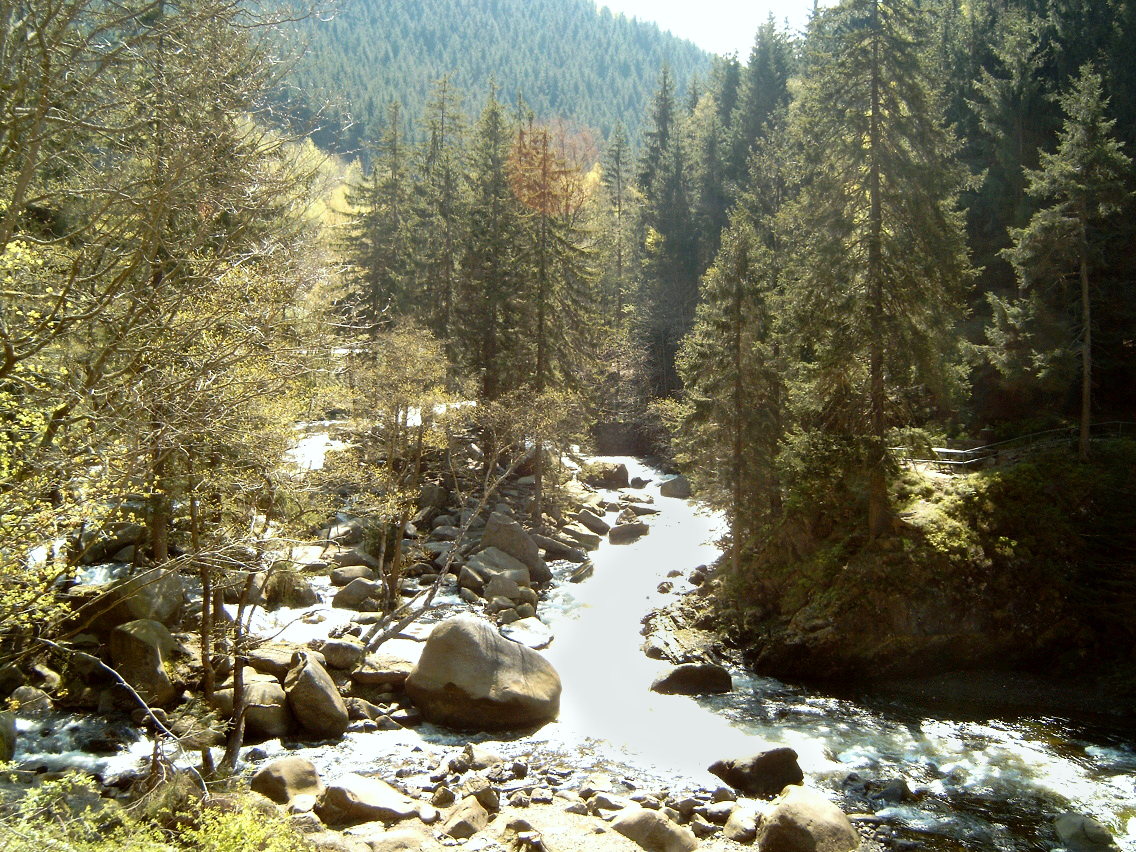
Oker mit Wildwasser, am rechten Ufer ein Wanderweg

Im Sommer wird im Harz vor allem gewandert. Seit einigen Jahren wird auch Nordic Walking vermehrt betrieben.
Bekannte Bergläufe im Harz sind und waren u. a. der Wernigeröder Harzgebirgslauf mit Brocken-Marathon, die Harzquerung (51 km) von Wernigerode nach Nordhausen, der Ilsenburger Brockenlauf, die Talsperrenserie im Westharz, der Schloss-Christianental-Lauf in Wernigerode, der Bad Harzburger Bergmarathon, der Harzer Berglauf in Sieber und der Harzlauf in Thale. Zu den Erfolgen des am Harz beheimateten Leichtathletikvereins LG Seesen zählen unter anderem Platz 1 im Einzel und im Team bei den Deutschen Marathonmeisterschaften 2000.
Auf mehreren Talsperren im Harz wird vielfältiger Wassersport betrieben. Auf einigen im Harz entspringenden Flüssen sind Kanufahren und verwandte Sportarten im Wildwasser möglich. Auf der Oker unterhalb der Okertalsperre finden auch nationale und internationale Kanu- und Kajak-Wettkämpfe statt. Das Wildwasser entsteht dort durch zeitweise erhöhte Wasserabgabe aus der Okertalsperre und ist somit weitgehend witterungsunabhängig.
Einige Berge bieten eine gute Basis für die Fliegerei (Segel-, Drachenfliegen), namentlich vom Rammelsberg bei Goslar aus. Der Harz bietet verschiedene Klettergebiete, wie das Okertal mit seinen Klippen, wobei dort die Adlerklippen besonders stark frequentiert sind. Der Harz hat sich in den vergangenen Jahren zu einem sehr guten Mountainbike-Revier entwickelt mit 62 ausgeschilderten Mountainbike-Strecken und fünf Bikeparks mit Liftbetrieb in St. Andreasberg, Braunlage, Hahnenklee, Schulenberg und Thale. Die Bikeparks verfügen über Freeride-, Downhill- und Fourcrossstrecken. Sowohl die ausgeschilderten Strecken als auch die Bikeparks sind für jeden Leistungs- und Konditionsbereich passend.
Die Straßen des Harzes werden trotz teilweise hoher Kfz-Belastung von Renn- und Tourenradfahrern befahren, da es im gesamten Norden Deutschlands kein Revier mit vergleichbar langen und zum Teil sehr steilen Anstiegen gibt. Zudem bestehen zahlreiche Bahnanbindungen mit Fahrradmitnahme an den Harzrand.
Auch im Sommer sichert die Bergwacht Harz die Rettung von verunfallten Personen aus unwegsamem Gelände.

### Wanderkonzepte und Klettergebiete

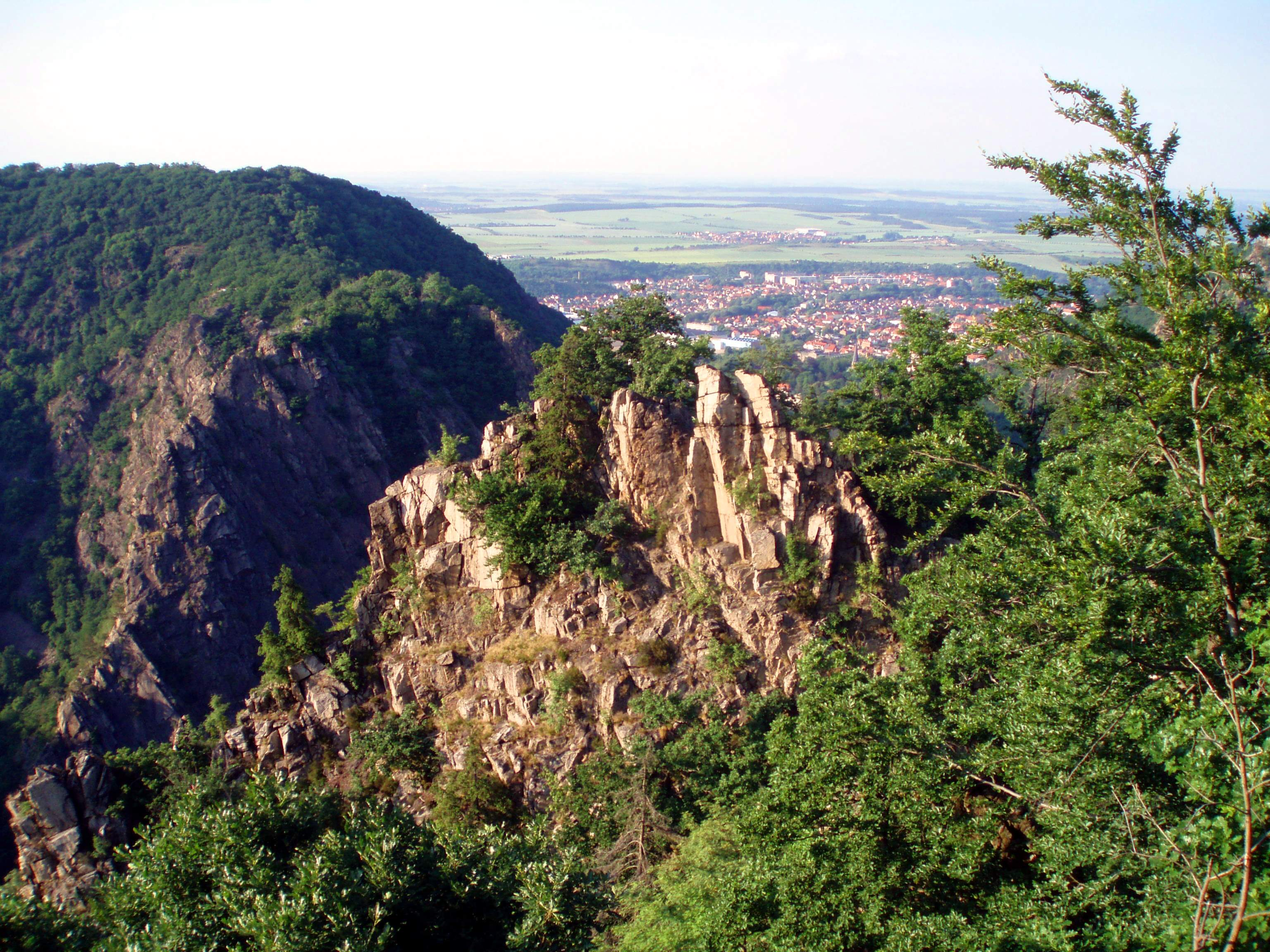
Einstige Klettergebiete an der Roßtrappe

Die Bergwelt des Harzes wurde schon in früheren Zeiten für ausgedehnte Wanderungen genutzt (u. a. von Johann Wolfgang von Goethe, Heinrich Heine und Hans Christian Andersen). Ein umfangreiches Wanderwegenetz wird heute insbesondere durch den Harzklub e. V. unterhalten. Darüber hinaus führen durch den Harz die Europäischen Fernwanderwege E6 und E11 und die Fernwanderwege Harzer Hexenstieg, Kaiserweg, Karstwanderweg, Selketalstieg und Via Romea. Als überregionales Projekt gibt es die Harzer Wandernadel mit 222 Stempelstellen; letztere wird seit 2006 als Wanderabzeichen verliehen. Im Unterharz liegt Deutschlands erster offizieller FKK-Wanderweg – der 18 Kilometer lange Harzer Naturistenstieg.
Neben dem Okertal und der Roßtrappe bei Thale sind auch die Hohneklippen (Höllenklippe und Feuerstein bei Schierke) das Ziel von Kletterern.

## Kultur

### Mundarten des Harzes
Auf dem Gebiet des Harzes werden vorwiegend ostfälische und thüringische Mundarten gesprochen.
Eine Besonderheit des Oberharzes ist die Oberharzer Mundart. Im Gegensatz zu den ostfälischen und thüringischen Mundarten des Umlandes handelt es sich hier um eine erzgebirgische Mundart, die auf die Ansiedlung von Bergleuten im 16. Jahrhundert zurückgeht.
Die Oberharzer Mundart beschränkt sich auf wenige Orte. Die bekanntesten sind Altenau, Sankt Andreasberg, Clausthal-Zellerfeld, Lautenthal und Hahnenklee. Heute hört man im Oberharz die Mundart im täglichen Leben nur mehr wenig. Hauptsächlich Angehörige der älteren Generationen beherrschen sie noch. Zur Aufrechterhaltung werden in den Lokalzeitungen gelegentlich Artikel in Oberharzer Mundart abgedruckt.
Zur Verdeutlichung folgt der Refrain eines St. Andreasberger Heimatliedes:
„Eb de Sunne scheint, ebs stewert, schtarmt, ebs schneit,

bei Tag un Nacht ohmds oder frieh

wie hämisch klingst de doch

du ewerharzer Sproch

O Annerschbarrich wie bist de schien.“

### Ausflugsziele

#### Schaubergwerke und Schauhöhlen

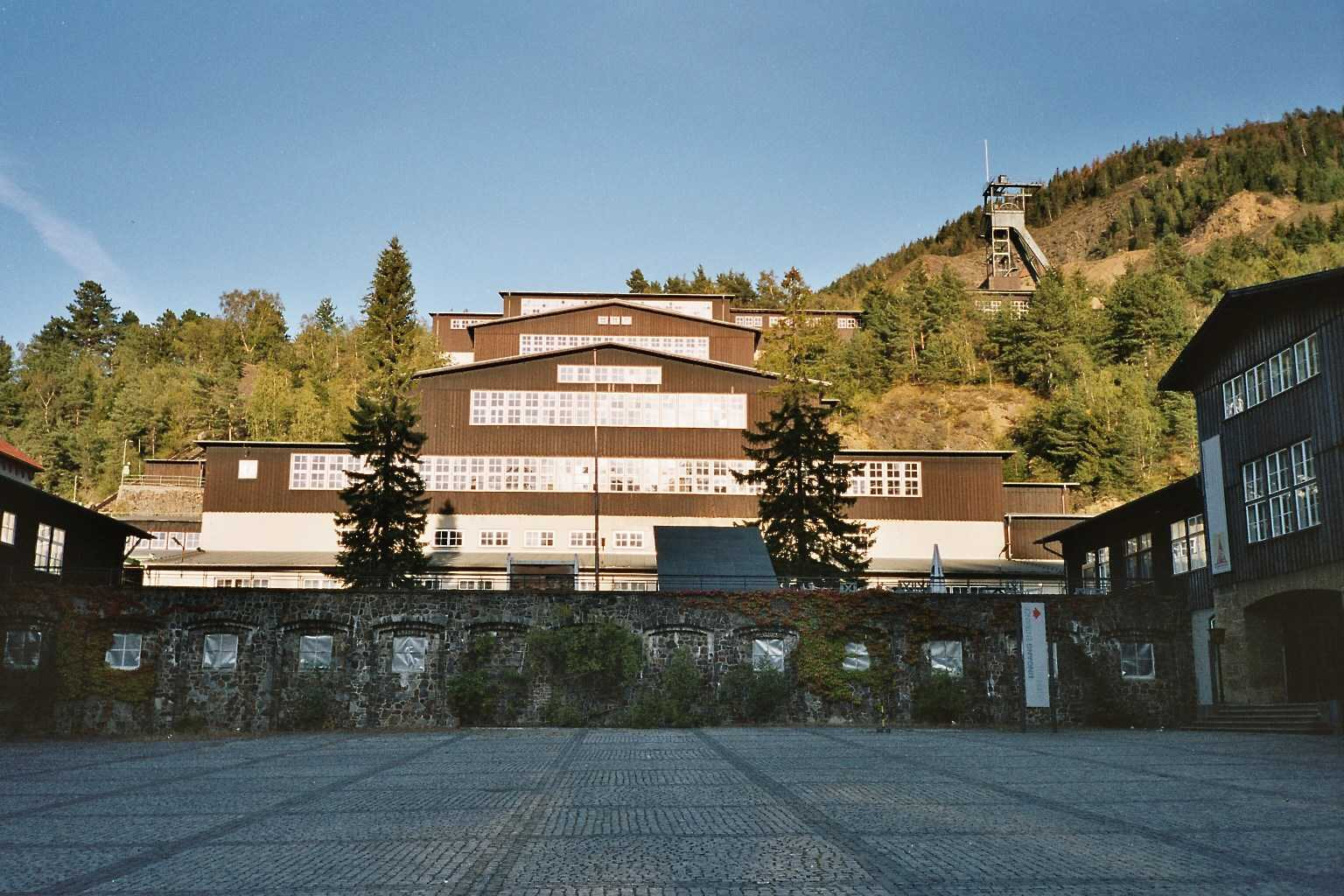
Bergbaumuseum Rammelsberg

In den Gips-, Dolomit- und Kalksteinschichten des Harzes haben geologische Prozesse zur Entstehung von Höhlen geführt. Solche Höhlen sind die Baumannshöhle, die Einhornhöhle, die Hermannshöhle, die Iberger Tropfsteinhöhle und am Südrand des Harzes die Heimkehle.
Da der Harz zahlreiche Bodenschätze enthält, wurden sie schon seit der Bronzezeit durch Bergbau ergründet. Einige der Bergwerke sind zu Schaubergwerken umgestaltet. So war die Grube Samson lange Zeit das tiefste Bergwerk der Welt. Andere Schaubergwerke sind die Büchenberg, das „Drei Kronen & Ehrt“, der Röhrigschacht, das Bergwerk „Lange Wand“ in Ilfeld, der Rabensteiner Stollen in Netzkater, die Grube Glasebach bei Straßberg, die Grube Lautenthals Glück oder die Grube Rammelsberg bei Goslar, die zum UNESCO-Weltkulturerbe Bergwerk Rammelsberg, Altstadt von Goslar und Oberharzer Wasserwirtschaft gehört. Die Grube Roter Bär in Sankt Andreasberg diente bis ins 20. Jahrhundert auch als Lehrbergwerk und ist heute ebenfalls zeitlich beschränkt Besucherbergwerk. Den meisten Schaubergwerken sind mehr oder weniger umfangreiche Bergbaumuseen angegliedert, die größten davon am Rammelsberg und in Clausthal-Zellerfeld (Oberharzer Bergwerksmuseum).

#### Städte und Gemeinden im Harz

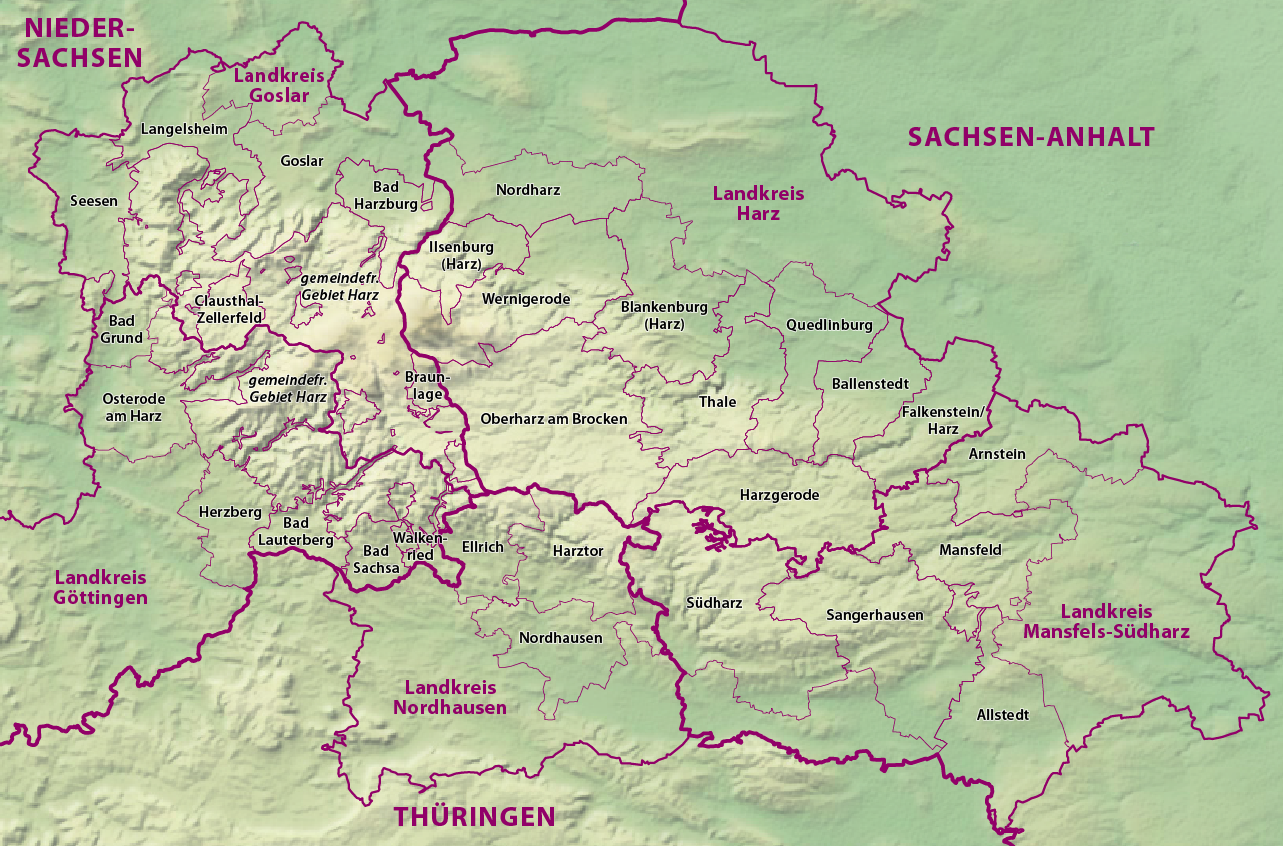
Gemeinden und Kreise im Harz

Die folgenden Städte und Gemeinden liegen ganz oder teilweise im Harz.
- Allstedt
- Arnstein
- Bad Grund (Harz)
- Bad Harzburg
- Bad Lauterberg im Harz
- Bad Sachsa
- Ballenstedt
- Blankenburg (Harz)
- Braunlage
- Clausthal-Zellerfeld
- Ellrich
- Falkenstein/Harz
- Goslar
- Harzgerode
- Harztor
- Herzberg am Harz
- Ilsenburg (Harz)
- Langelsheim
- Mansfeld
- Nordharz
- Nordhausen
- Oberharz am Brocken
- Osterode am Harz
- Quedlinburg
- Sangerhausen
- Seesen
- Südharz
- Thale
- Walkenried
- Wernigerode

#### Klöster und Kirchen
Im nördlichen Randgebiet des Harzes befinden sich die mittelalterlichen Klöster Wöltingerode, Drübeck, Ilsenburg und Michaelstein, am Südrand liegt das Kloster Walkenried. In der Stadt Gernrode steht die Stiftskirche St. Cyriakus und in Quedlinburg die Stiftskirche St. Servatius. In Hahnenklee steht die 1908 geweihte, hölzerne Gustav-Adolf-Stabkirche und in Clausthal-Zellerfeld die größte Holzkirche Deutschlands, die Marktkirche zum Heiligen Geist. Die 1897 geweihte  Holzkirche Elend gilt als die kleinste Holzkirche Deutschlands. Die Stabkirche Stiege ist 2021 an einen neuen Standort umgezogen.

#### Türme, Schlösser und Burgen

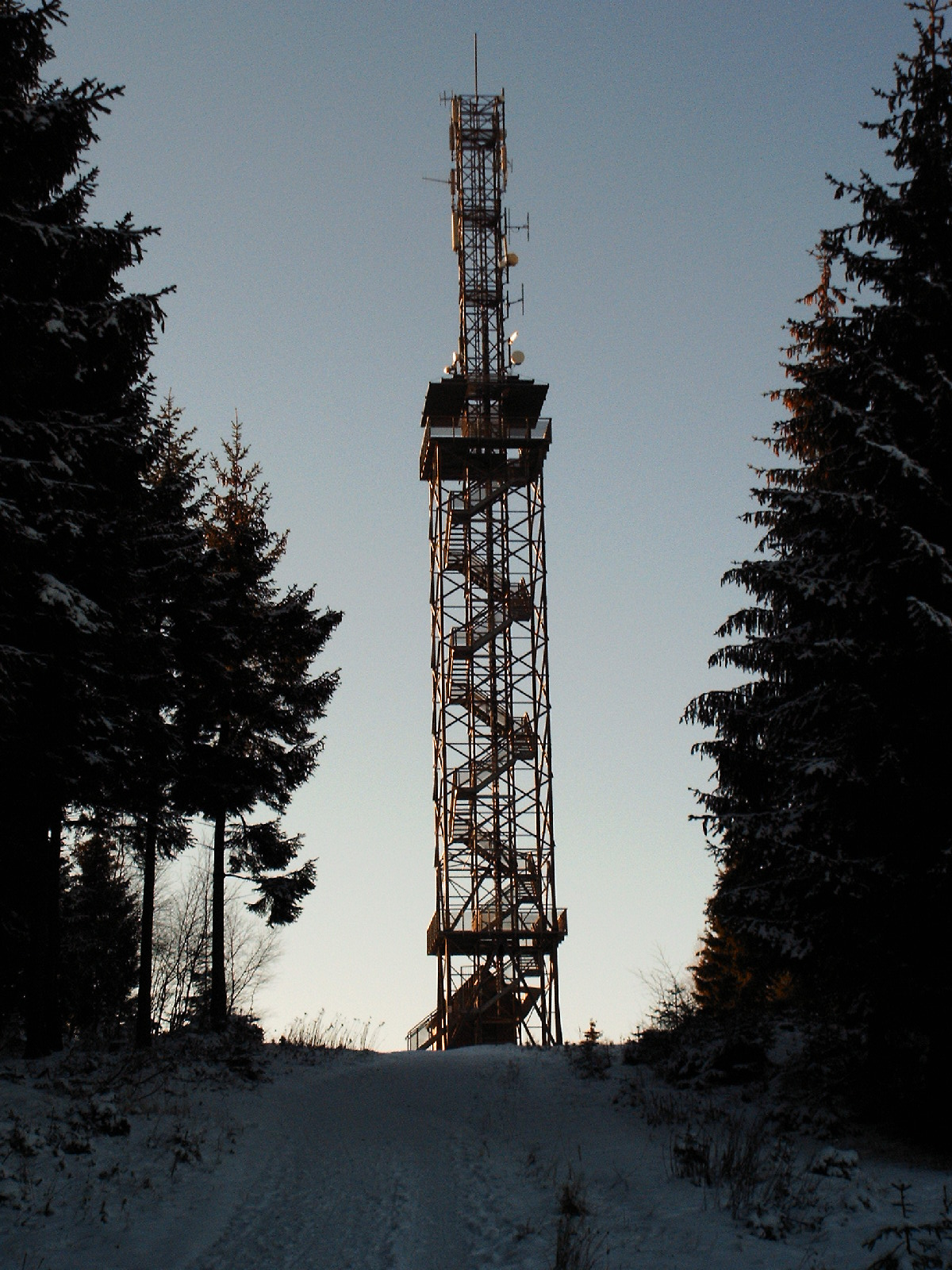
Carlshausturm

Im Harz gibt es an verschiedenen Punkten aufgrund der erhöhten Lage Funk- und Aussichtstürme, wie die Carlshaushöhe bei Trautenstein, der Aussichtsturm auf dem Großen Knollen und das Josephskreuz.
In früheren Zeiten wurden erhöhte Kamm- und Spornlagen zur Anlage von Burgen genutzt, und so finden sich im Harz die Burgruine Anhalt, die Burg Falkenstein, auf der Eike von Repkow wahrscheinlich den Sachsenspiegel verfasste, die Burgruine Harzburg, die Burg Hohnstein bei Neustadt/Harz, die Ruine Königsburg, die Burg Lauenburg bei Stecklenberg, die Plessenburg (Jagdhaus), die Burgruine Scharzfels und die Burg Stecklenburg.
Neben diesen Wehranlagen wurden aber auch Schlösser errichtet, wie Schloss Herzberg, Schloss Blankenburg, Schloss Ilsenburg, Schloss Stolberg und Schloss Wernigerode.
Die Kaiserpfalz Goslar ist der größte und zugleich besterhaltene Profanbau des 11. Jahrhunderts in Deutschland und gilt als größter Profanbau seiner Zeit. Der Pfalzbezirk gehört seit 1992 gemeinsam mit der Goslarer Altstadt und dem ehemaligen Bergwerk Rammelsberg zum Weltkulturerbe der UNESCO.
Im Herrenhaus Walkenried wurde 2020 das erste Welterbe-Infozentrum im Harz eröffnet.

#### Museen und Ausstellungen
Neben den vielen Bergwerks-, Kloster-, Burg- und Schlossmussen im Harz gibt es zahlreiche andere Ausstellungen, wie u. a. das DDR-Museum Thale, das Fachwerkmuseum (Quedlinburg), die Flohburg, das Fürst-Otto-Museum, das Glasmuseum Steina, das Goslarer Museum, das Grenzlandmuseum Bad Sachsa, das Grenzmuseum Sorge, das Harzmuseum Wernigerode, das Herbergsmuseum, das Kleinste Haus, das Klopstockhaus, die Königshütte (Bad Lauterberg), das Kunsthaus Meyenburg, das KZ Mittelbau-Dora, das Luftfahrtmuseum Wernigerode, das Mansfeld-Museum oder Martin Luthers Geburtshaus und Martin Luthers Sterbehaus, das Mausefallen- und Kuriositätenmuseum, das Mitteldeutsche Eisenbahn- und Spielzeugmuseum, das Mönchehaus Museum Goslar, das Museum Heineanum, das Museum Lyonel Feininger, das Museum Tabakspeicher, das Musikinstrumente- und Puppenmuseum, das Napoleon-Museum Bad Harzburg, das Ostdeutsche Fahrzeugmuseum Benneckenstein, der Quedlinburger Domschatz, das Schachmuseum Ströbeck, das Siemenshaus (Goslar), das Städtische Museum Seesen, das Stadtmuseum „Wilhelm von Kügelgen“, die Strube-Bahn, die Pfalz Tilleda, die Walpurgishalle, das Museum Schiefes Haus, das Zinnfiguren-Museum Goslar und der Zwinger (Goslar).

#### Weiteres
Im Miniaturenpark Kleiner Harz in Wernigerode sind auf einer Fläche von 1,5 ha detailgetreue Nachbildungen bedeutender Bauwerke und Attraktionen der Harzregion ausgestellt. In der Bergstadt Altenau befinden sich Europas größter Kräuterpark und die Altenauer Brauerei, welche seit 400 Jahren in Betrieb ist und Führungen anbietet. Auch ist Altenau Ausgangspunkt des Goethewegs, welcher über Torfhaus zum Brocken führt. Im Spengler-Museum in der Kleinstadt Sangerhausen (Mansfeld-Südharz) steht ein von Gustav Adolf Spengler ausgegrabenes und präpariertes Mammutskellet. Auf dem Hexentanzplatz bei Thale liegt das Harzer Bergtheater sowie der Tierpark Hexentanzplatz und auf dem Katzenstein bei Bad Sachsa der Harzfalkenhof.

### Maler und Künstler
Neben den beiden berühmten Romantikern Caspar David Friedrich und Ludwig Richter haben zahlreiche andere Maler Motive aus dem Harz gestaltet, darunter August Wilhelm Julius Ahlborn, Carl Blechen, Hermann Bodenstedt, Eugen Bracht, Karl Buchholz, Carl Gustav Carus, Georg Heinrich Crola, Fedor Encke, Christian Friedrich Gille, Carl Hasenpflug, Erich Heckel, Ernst Helbig, Hermann Hendrich, Franz Hoffmann-Fallersleben, Edmund Koken, Edmund Kolbe, Theodor Kotsch, Carl Friedrich Lessing, Christian Morgenstern, Rudolf Nickel, Wilhelm Pramme, Julius Preller, Wilhelm Raabe, Walther Hans Reinboth, Adolf Rettelbusch, Wilhelm Ripe, Valentin Ruths, Gustav Schaub, Hermann Schnee, Wilhelm Steuerwaldt, Ludwig Tacke und Fritz von Wille.
Zeichnungen fertigte u. a. Lyonel Feininger besonders bei seinen Urlaubsaufenthalten in Braunlage. Im Sommer 1811 suchte Caspar David Friedrich den Harz zusammen mit dem Bildhauer Christian Gottlieb Kühn während einer Harzwanderung auf.

### Schriftsteller und Philosophen
Auch viele bekannte Schriftsteller, Dichter oder Philosophen haben den Harz bereist und in ihren Werken verarbeitet, so unter anderen Wilhelm Blumenhagen, Hans Christian Andersen, Joseph von Eichendorff, Theodor Fontane, Johann Wolfgang von Goethe, Heinrich Heine, Franz Kafka, Heinrich von Kleist, Hermann Löns, Christlob Mylius, Thomas Rosenlöcher und Arthur Schopenhauer.
Andere wie Johann Wilhelm Ludwig Gleim, Claire von Glümer, Rudolf Hagelstange und Friedrich Gottlieb Klopstock sind im Harz geboren.

### Veranstaltungen
Im Harz gibt es zahlreiche Veranstaltungen, zum Brauchtum zählt seit dem 15. Jahrhundert das Finkenmanöver, das Salz- und Lichterfest oder die Walpurgisnacht. In der Musik und Literatur sind es die Harzburger Musiktage, die Walkenrieder Kreuzgangkonzerte, die Herzberger Schlosskonzerte, der Quedlinburger Musiksommer, das Rocken am Brocken oder Yellow Jockey Open Air und das Mordsharz-Festival. Bekannte Sportveranstaltungen sind u. a. die Bad Harzburger Galopprennwoche, Brocken-Challenge, Brockenlauf, Harz-Gebirgslauf, Harzquerung und Harzrundfahrt. Weitere Veranstaltungen sind Advent in den Höfen, Bergdankfest, Harzfest, Harzer Klostersommer und Klostermarkt Walkenried. 
Auch der Deutsche Verkehrsgerichtstag findet jedes Jahr in der Harzstadt Goslar  statt.

### Wissenschaftliche Darstellungen
- Georg Henning Behrens: Hercynia Curiosa oder Curiöser Hartz-Wald. Nordhausen 1703.
- Johann Friedrich Ludwig Hausmann: Über den gegenwärtigen Zustand und die Wichtigkeit des Hannoverschen Harzes, Dieterichsche Buchhandlung, Göttingen 1832 (Link zum Digitalisat)
- Friedrich Günther: Der Harz. Bielefeld 1901 (Land und Leute. Monographien zur Erdkunde, Bd. 9).
- Fritz Dahlgrün: Harz und Harzvorland, Die geologische Literatur unter Einschluß der Nachbarwissenschaften 1912–1957. Clausthal-Zellerfeld 1959.
- Kurt Mohr: Geologie und Minerallagerstätten des Harzes. 2. Auflage, Stuttgart 1993.
- Friedhart Knolle, Béatrice Oesterreich, Rainer Schulz und Volker Wrede: Der Harz – Geologische Exkursionen. Perthes, Gotha 1997, ISBN 3-623-00659-9.
- Kurt Mohr: Harz: westlicher Teil. 5. ergänzte Auflage, Berlin 1998 (Sammlung geologischer Führer 58), ISBN 3-443-15071-3.
- Jörg Brückner, Dietrich Denecke, Haik Thomas Porada und Uwe Wegener: Der Hochharz. Köln/Weimar 2016 (= Landschaften in Deutschland. Werte der deutschen Heimat; 73), ISBN 978-3-412-20467-9.
- Harz-Forschungen.
- Harz-Zeitschrift, hg. vom Harz-Verein für Geschichte und Altertumskunde e. V., Bd. 1/1948ff.,
- Bernd Sternal: Der Harzwald – ein Ökosystem stellt sich vor. Verlag Sternal Media, Gernrode 2020, ISBN 978-3-7519-3613-2.
- Wilfried Ließmann, Joachim Gröbner: Die Mineralien des Harzes. Entdecken – Sammeln – Bestimmen. Quelle & Meyer Verlag, Wiebelsheim 2020, ISBN 978-3-494-01826-3.
- Anna Swieder: Archiv Wald: Studien zur Geschichte der Land- und Ressourcennutzung im östlichen Harz auf der Basis digitaler Geländedaten. Hrsg.: Harald Meller (= Forschungsberichte des Landesmuseums für Vorgeschichte Halle. Band 21). Landesamt für Denkmalpflege und Archäologie Sachsen-Anhalt, Halle 2022, ISBN 978-3-948618-46-9 (2 Teile).
- Christian Hille, Lars Wiedemann: NeuHarz -  Aus Vergangenheit wächst Zukunft. Murmann Verlag, Hamburg 2025, ISBN 978-3-86774-818-6.

### Dichterische Darstellungen
- Johann Wolfgang von Goethe, Harzreise im Winter
- Heinrich Heine, Die Harzreise
- Joseph von Eichendorff, Harzwanderung
- Hans Christian Andersen, Reise in den Harz
- Theodor Fontane, Cécile
- Thomas Rosenlöcher, Die Wiederentdeckung des Gehens beim Wandern. Harzreise, Frankfurt am Main 1991
- Erich Christian Heinrich Dannenberg: Der Harz, ein Gedicht in sieben Gesängen. Bossiegel, Göttingen 1781, mit Kupfern.

### Kunstgeschichte
- Hans Reuther: Land am Harz. (Deutsche Lande - Deutsche Kunst). München/Berlin 1966.
- Alexander Frey: Harz. West- und Ostharz. 2. Auflage, München/Zürich 1990.
- Josef Walz: Der Harz - Im Herzen Deutschlands: Reisen in einer zweitausend Jahre alten Kulturlandschaft (DuMont-Kunst-Reiseführer). Köln 1993.

### Karten
- Geologisches Landesamt Sachsen-Anhalt, Nieders. Landesamt für Bodenforschung (Hrsg.): Geologische Karte Harz. Mit Erläuterungen auf der Rückseite. 1. Auflage. Geolog. Landesamt, Halle/Saale 1998, ISBN 3-929951-20-7 (Maßstab 1:100.000).
- Landesvermessung und Geobasisinformation Niedersachsen, Landesamt für Vermessung und Geoinformation Sachsen-Anhalt (Hrsg.): Harz: offizielle Wanderkarte des Harzklubs e. V. Offizielle Wanderkarte des Harzklubs e. V. 3. Auflage. LGN, LVermGeo, Hannover/Magdeburg 2009, ISBN 978-3-89435-669-9 (Maßstab 1:50.000).
- Wander- und Fahrradkarte: Harzer Grenzweg – Fallstein, Brocken, Tettenborn – Grünes Band Deutschland – Iron Curtain Trail – Route "Historische Grenzwege" –  mit Harzklub-Wanderwegen, beschilderten MTB- und Radwegen, MTB- und Fahrradempfehlungen. Kartografie: Ing.-Büro für Kartografie Bernhard Spachmüller, Schwabach; Texte: Thorsten Schmidt und Annett Drache, Schmidt-Buch-Verlag, Wernigerode 2019, ISBN 978-3-936185-64-5.
- Harzer Wandernadel (Hrsg.): Offizielle Wanderkarte: „Harzer Wandernadel“. wetterfestes 3-teiliges Kartenset des gesamten Harzes mit den 222 Stempelstellen der Harzer Wandernadel. Kartographische Kommunale Verlagsgesellschaft mbH, Nordhausen 2020, ISBN 978-3-86973-225-1 (Maßstab 1:50.000).

## Dokumentarfilme
- Ralph Giordano: Grenze 78 ein deutsches Tagebuch auf YouTube (41:57 Min.)
- Der westliche Harz. Dokumentarfilm, Deutschland 1998, 45 Min., Buch und Regie: Jörg Röttger, Erstsendung: 31. Mai 1998, Produktion: ARD, Reihe: Bilderbuch Deutschland
- „Ein überirdisches Vergnügen!“ Goethes Harzreisen. Dokumentarfilm, Deutschland 1999, 45 Min., Buch: Rainer Hoffmann, Regie: Hans-Eberhard Leupold, Produktion: WDR
- Der Harz – Dunkler Wald und lichte Höhen. Dokumentarfilm, Deutschland 2005, 45 Min., Buch und Regie: Uwe Anders, Produktion: NDR, Reihe: Expeditionen ins Tierreich
- Der Harz – Cañons, Wildtiere und Nobelhotels. Dokumentarfilm, Deutschland 2007, 60 Min., Buch und Regie: Hanna Legatis, Produktion: NDR, Reihe: Landschaften des Nordens
- Der Harz. Dokumentarfilm 2013, 90 Min., Buch: Beate Gerber und Galina Breitkreuz, Regie: Christoph Bigalke, Produktion: MDR, Reihe: Sagenhaft
- Der Harzkomplex. Dokumentarfilm-Reihe 2015 über die Kulturlandschaft Harz, Teil 1, Teil 2, Teil 3, Teil 4, Teil 5
- Der Harz – Eisige Gipfel, wilde Täler. Dokumentarfilm, Deutschland 2020, 90 Min., Buch und Regie: Uwe Anders, Produktion: NDR, Reihe: Expeditionen ins Tierreich
- Der Harz – Felsenreich und Wasserwelten. Dokumentarfilm, Deutschland 2022, 43 Min., Buch und Regie: Uwe Anders, Produktion: NDR, Reihe: Expeditionen ins Tierreich
- Weihnachten im Harz. Reisereportage, Deutschland 2024, 90 Min., Produktion: NDR, Reihe: Landpartie